# Basilica di San Vicente
La basilica dei santi fratelli martiri, Vicente, Sabina e Cristeta, più conosciuta semplicemente come basilica di San Vicente, è un tempio romanico ubicato ad Avila, in Spagna, il maggiore per dimensione e importanza della città dopo la cattedrale del Salvador e una delle opere più notevoli di questo stile architettonico di tutto il paese. È stato dichiarato Monumento nazionale nel 1882.
Nel 1985 è stata dichiarata Patrimonio dell'umanità, come elemento integrante della Città vecchia di Avila con le sue chiese fuori le mura.

## Storia

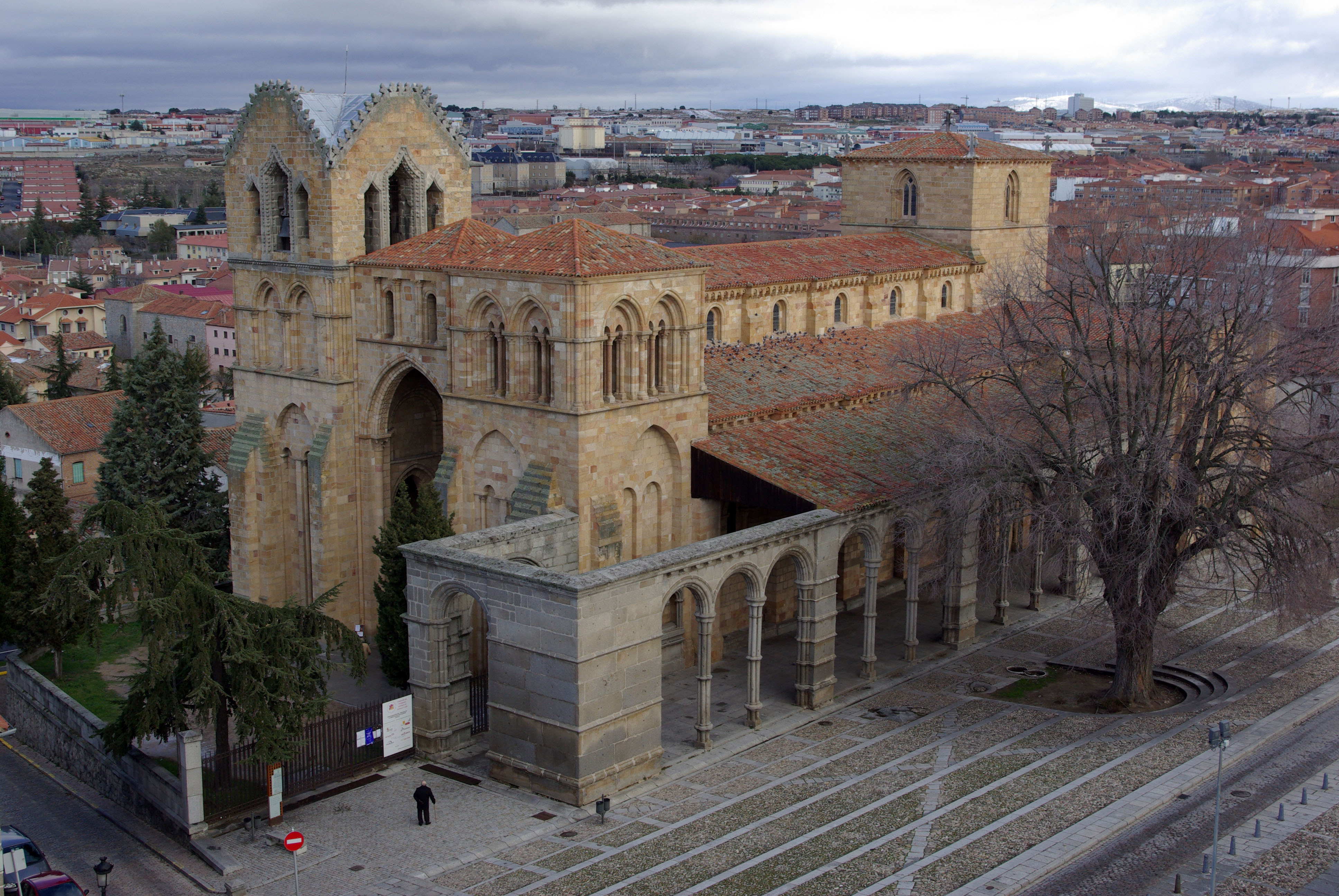
Veduta dalle mura di Avila.

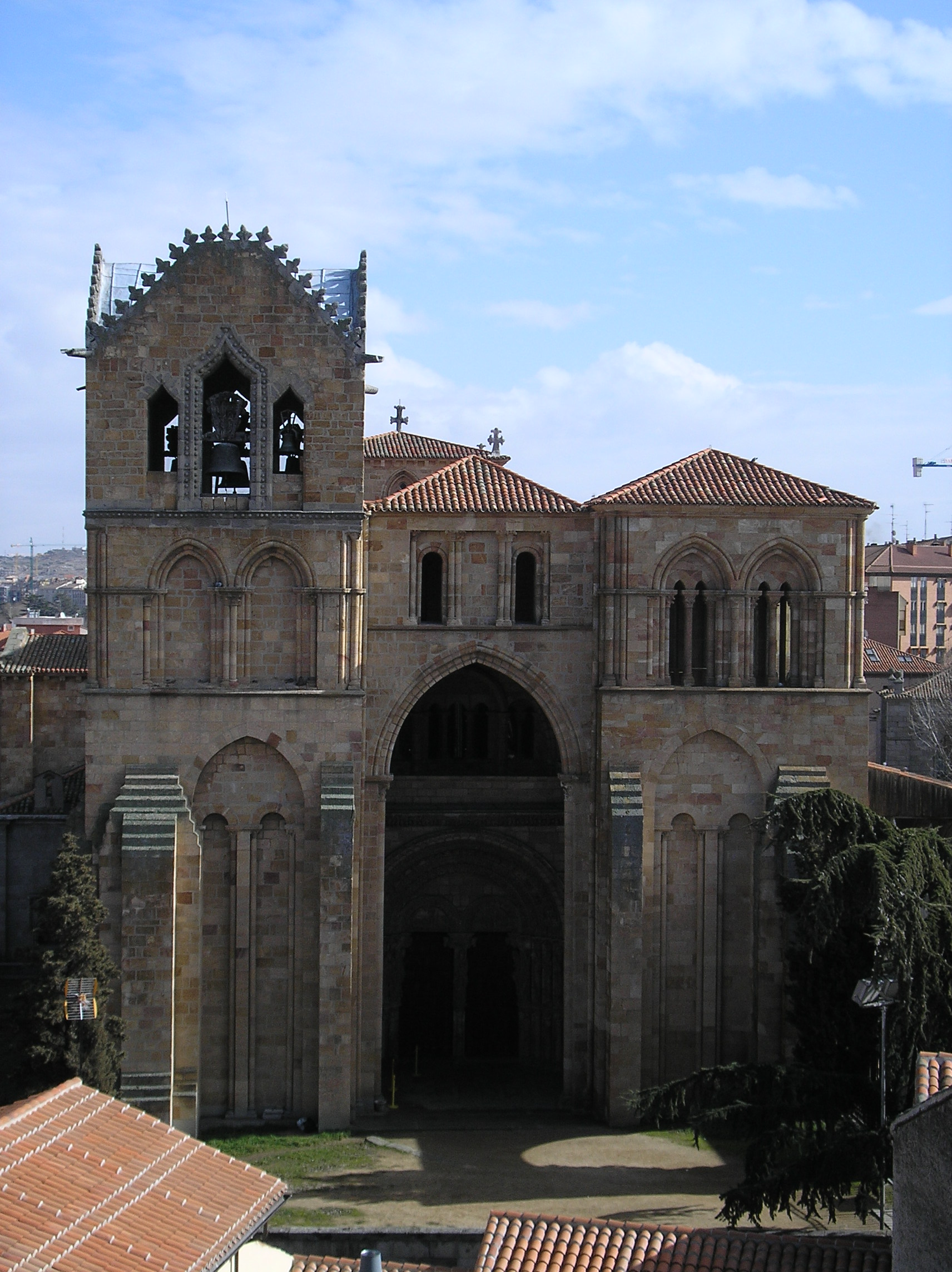
Facciata occidentale.

Nell'anno 306, durante la persecuzione dei cristiani sotto Diocleziano, per ordine del pretor Daciano, vennero martirizzati i fratelli di Avila, Vicente, Sabina e Cristeta che non vollero firmare un documento nel quale avrebbero dovuto riconoscere di aver offerto sacrifici agli dei romani, secondo quanto stabiliva il quarto editto della persecuzione, del 304. Secondo la tradizione i loro corpi vennero depositati in uno spazio della roccia, dove successivamente venne edificata l'odierna basilica (la roccia sarebbe quella che si può vedere nella cappella di destra della cripta). La leggenda dice che l'ebreo responsabile della loro morte, pentito, decise di costruire un tempio per seppellirli, luogo che appare in un rilievo del cenotafio.
Per l'insicurezza che comportavano le incursioni musulmane, nel 1062 il re Fernando I di Leon e Castiglia ordinò che i resti venissero spostati nel monastero di Santo Pedro di Arlanza (Burgos) finché nel 1175, con l'avanzare della Reconquista e lo spostamento del confine verso sud, i corpi ritornarono al luogo delle originaria sepoltura, nel quale era già cominciata la costruzione dell'odierno tempio (1130). Successivamente avvenne un nuovo trasferimento, nel 1835, alla collegiata dei Santi Cosma e Damiano di Covarrubias da dove vennero trasferiti alla cappella delle Reliquie della cattedrale di Burgos finché tornarono definitivamente a San Vicente, dove sono depositate dentro delle urne collocate nell'altare maggiore.
Dopo essere rimasti fermi per anni, i lavori ripresero a metà del XII secolo, raggiungendo l'impulso definitivo con i finanziamenti concessi da re Alfonso X il Saggio e Sancho IV, concludendosi all'inizio del XIV secolo. Da allora alla fine del XIX secolo subì piccole modifiche, che non hanno sostanzialmente cambiato il suo stile architettonico.
Anche se è stata restaurata tra metà del XIX e i primi decenni del XX secolo (specialmente da parte dell'architetto Enrique María Repullés), ha avuto la fortuna di essere il primo edificio spagnolo nel quale sono state realizzate modifiche con criteri rispettosi dello stile, al contrario di quello che era abituale all'epoca, nella quale i restauratori intervenivano lasciando gli edifici, in molti casi, sfigurati come avvenuto ad esempio nella chiesa di San Martin di Frómista, a Palencia.

Exterior de la iglesia
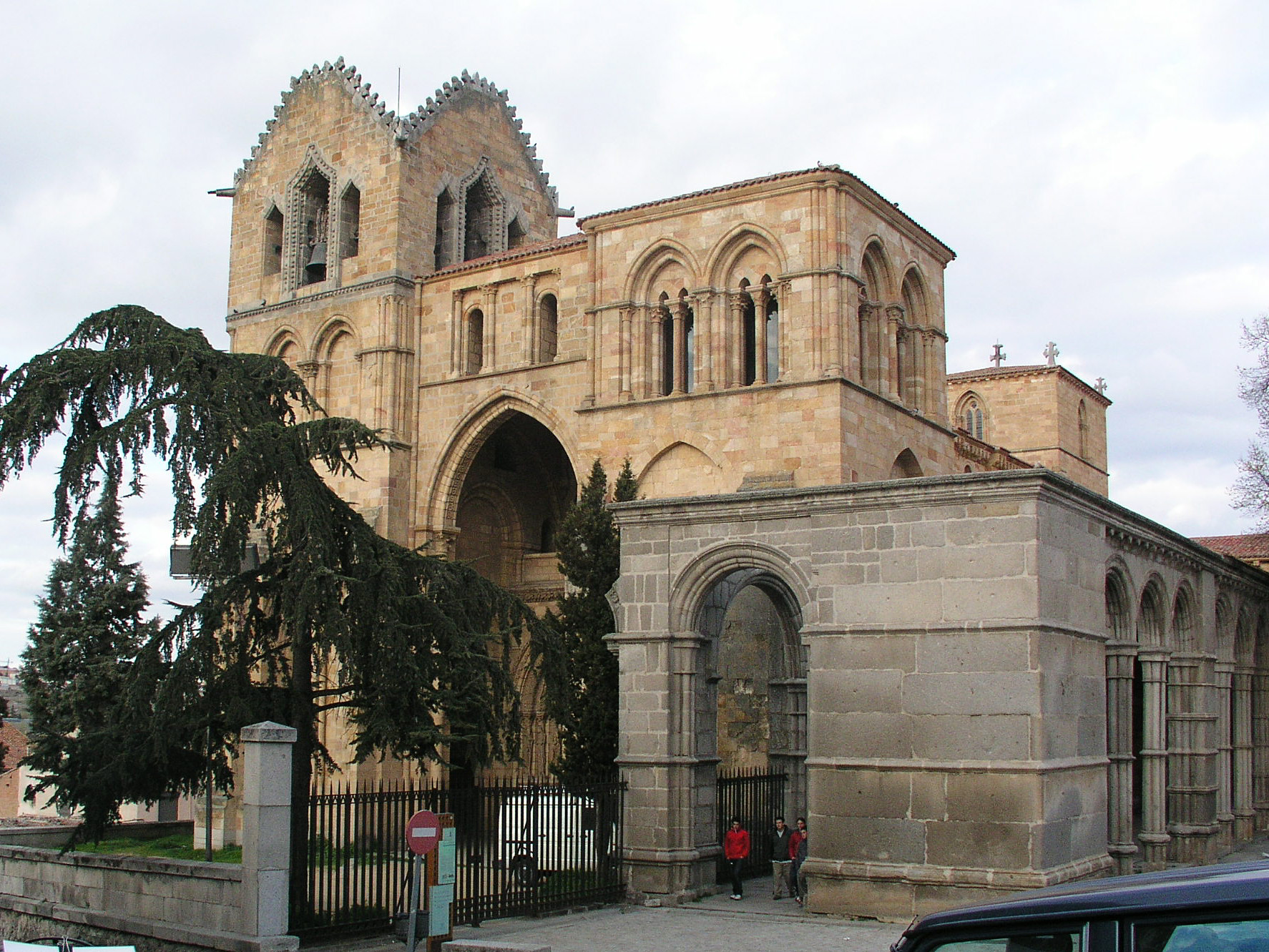
Veduta della facciata ovest
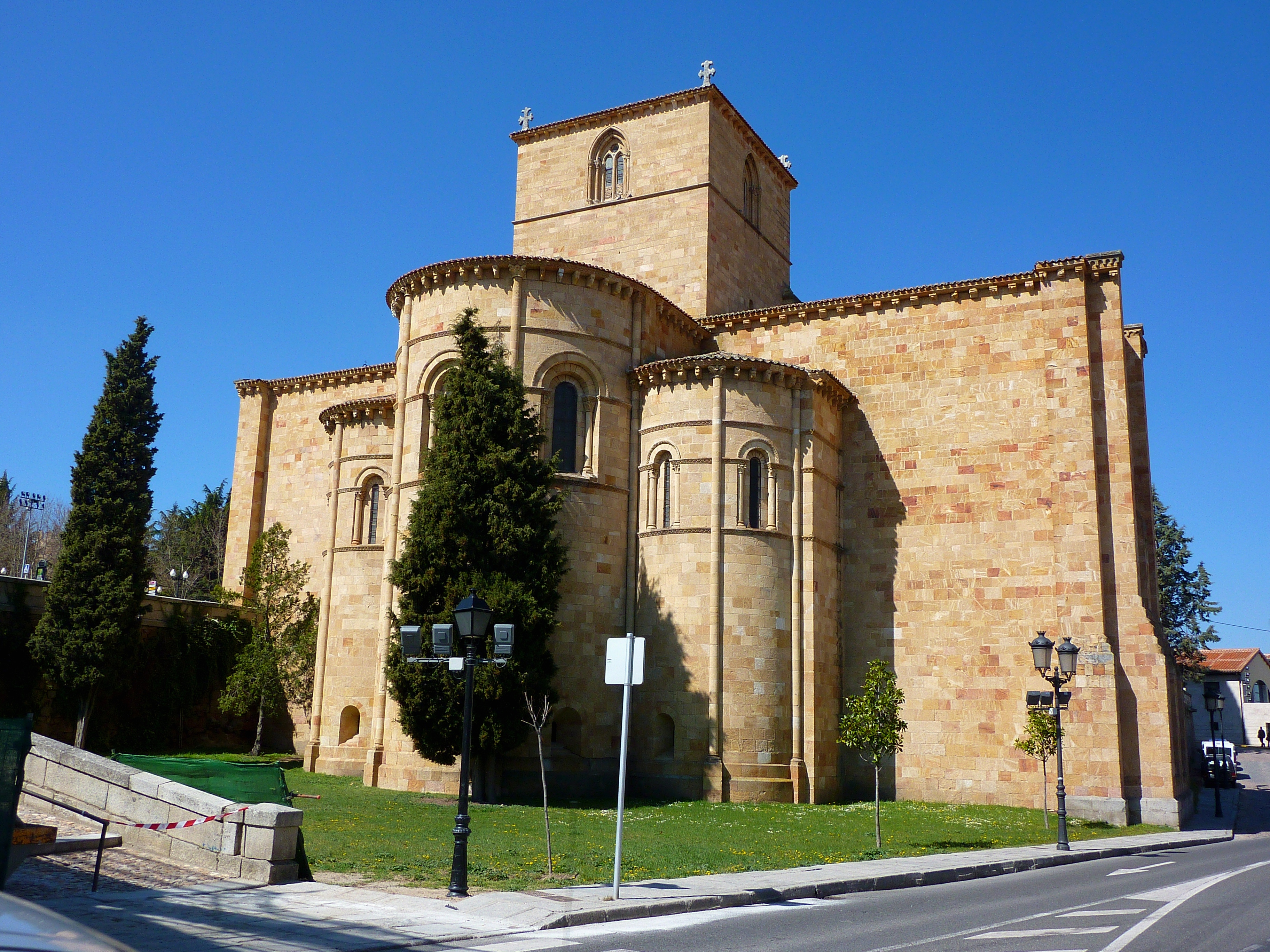
Veduta posteriore nella quale possono apprezzarsi le absidi, il transetto e la torre nolare
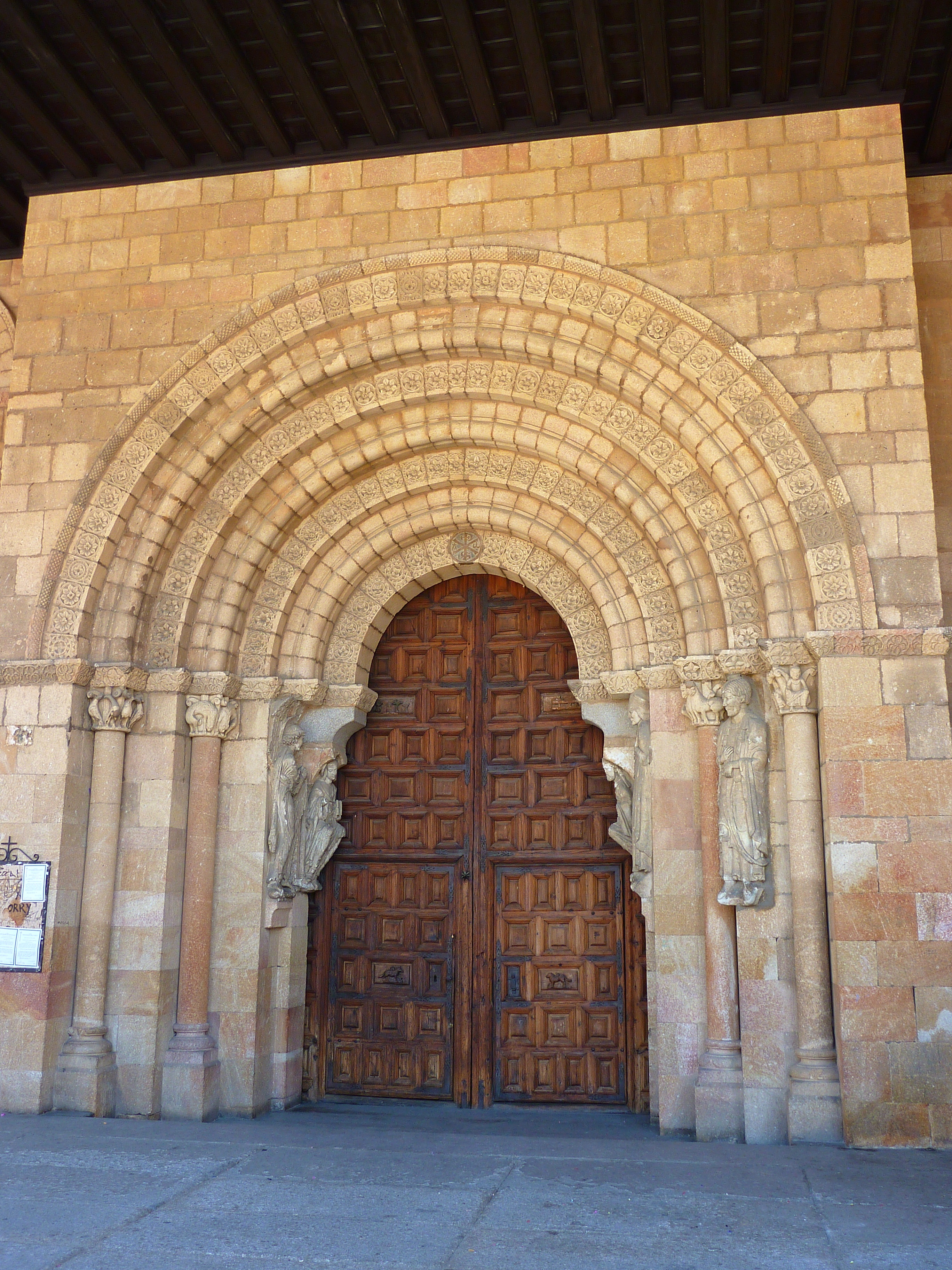
Portale sud
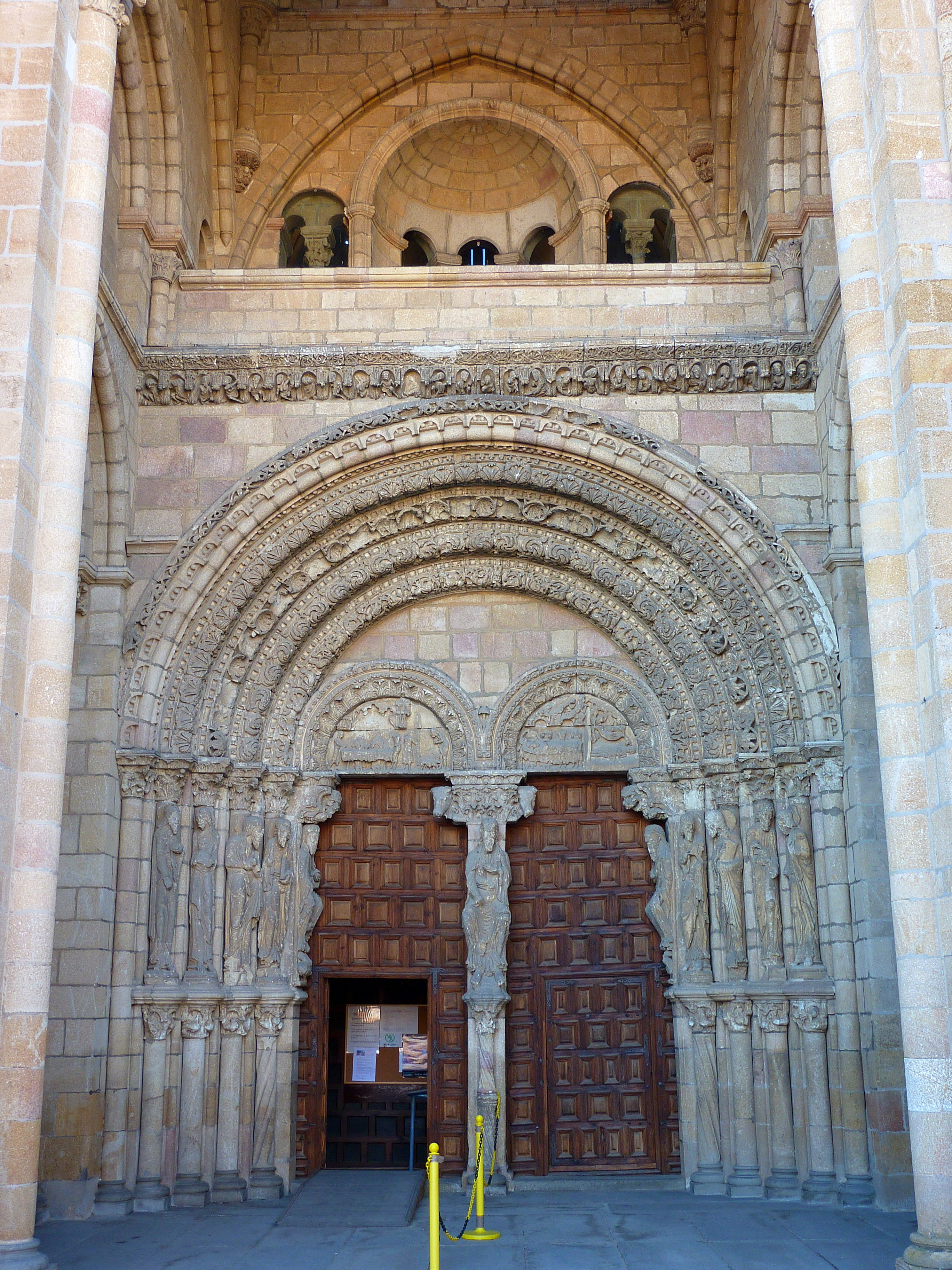
Portale occidentale
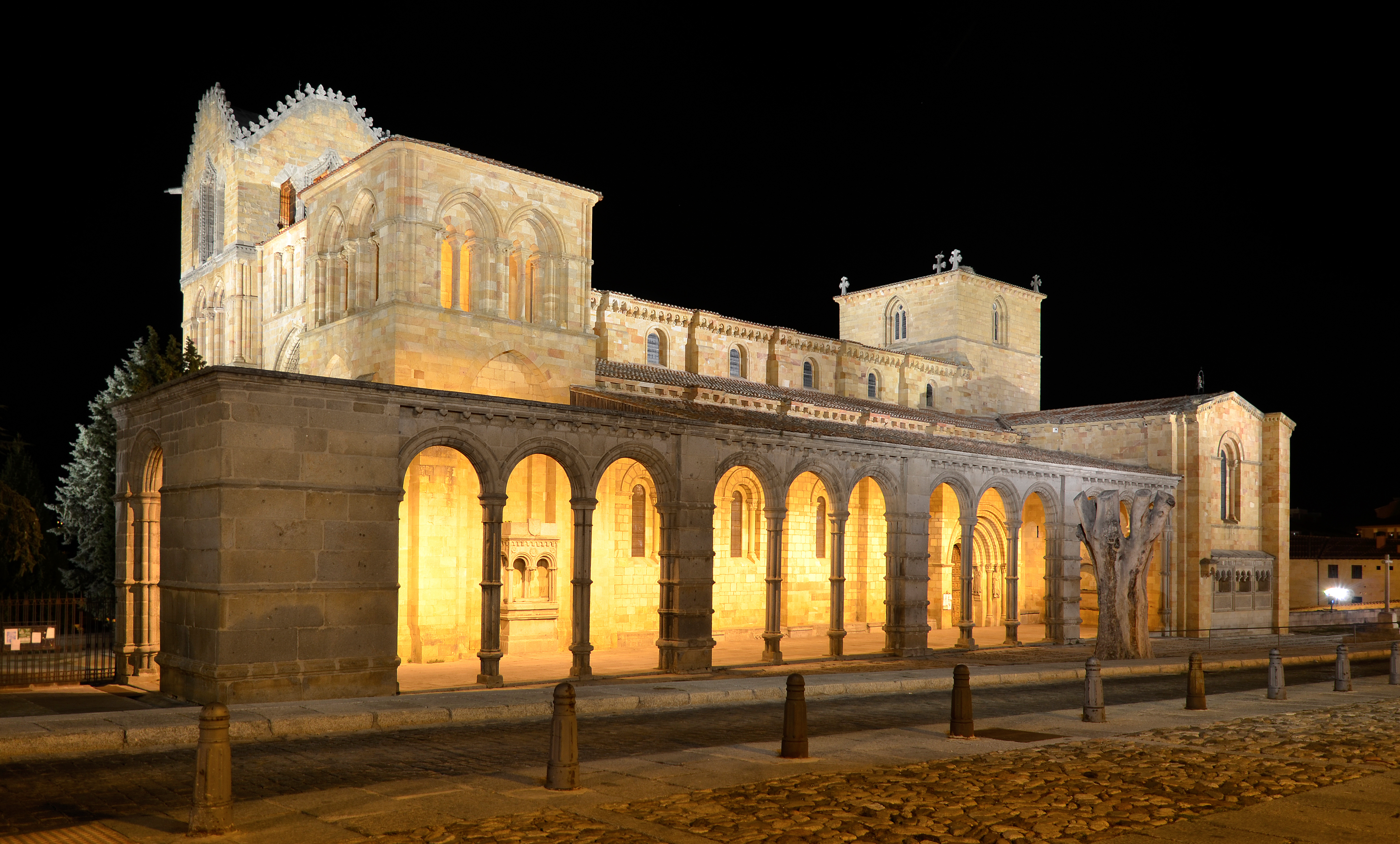
Veduta notturna

## Descrizione

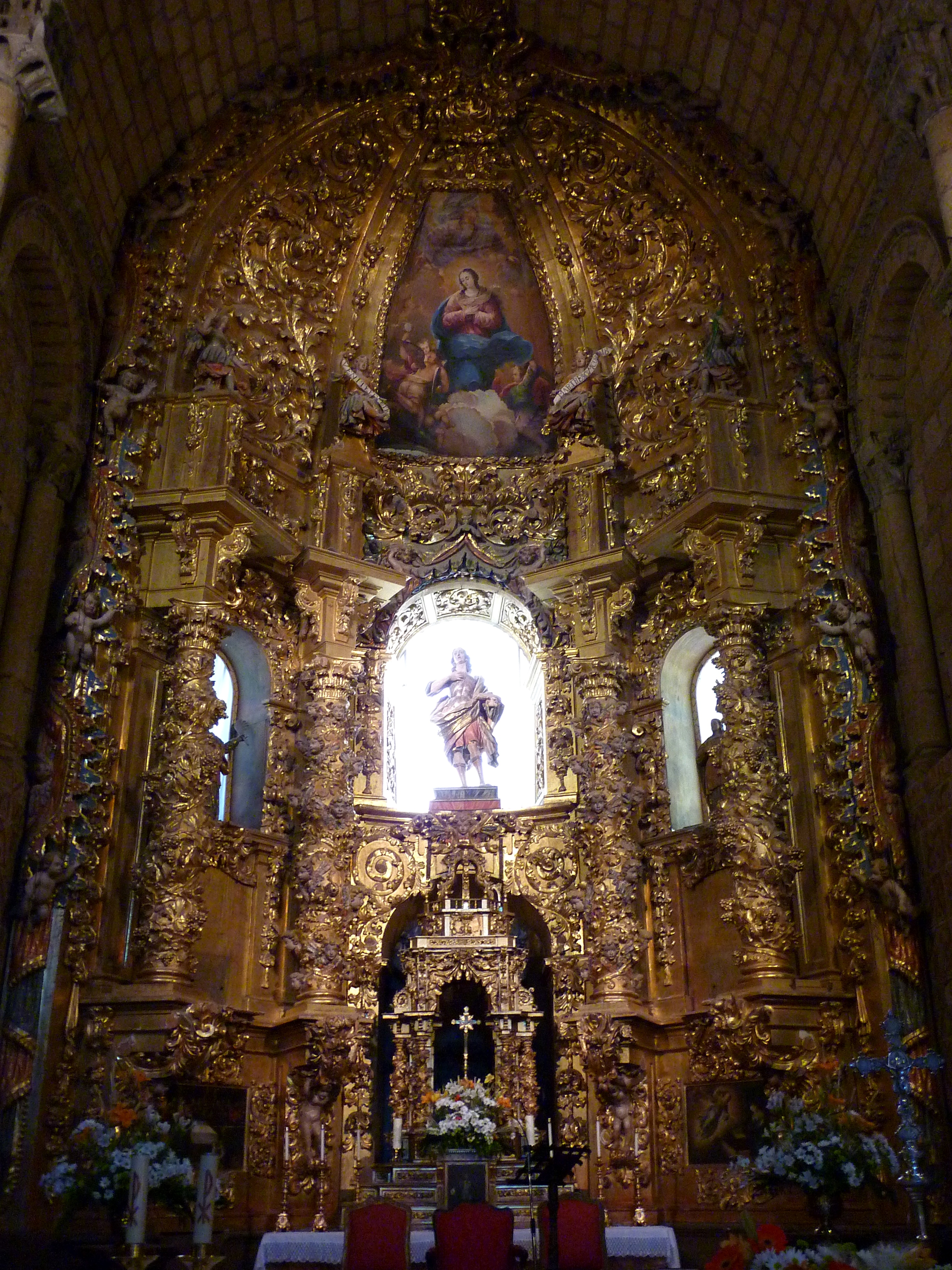
Altare maggiore

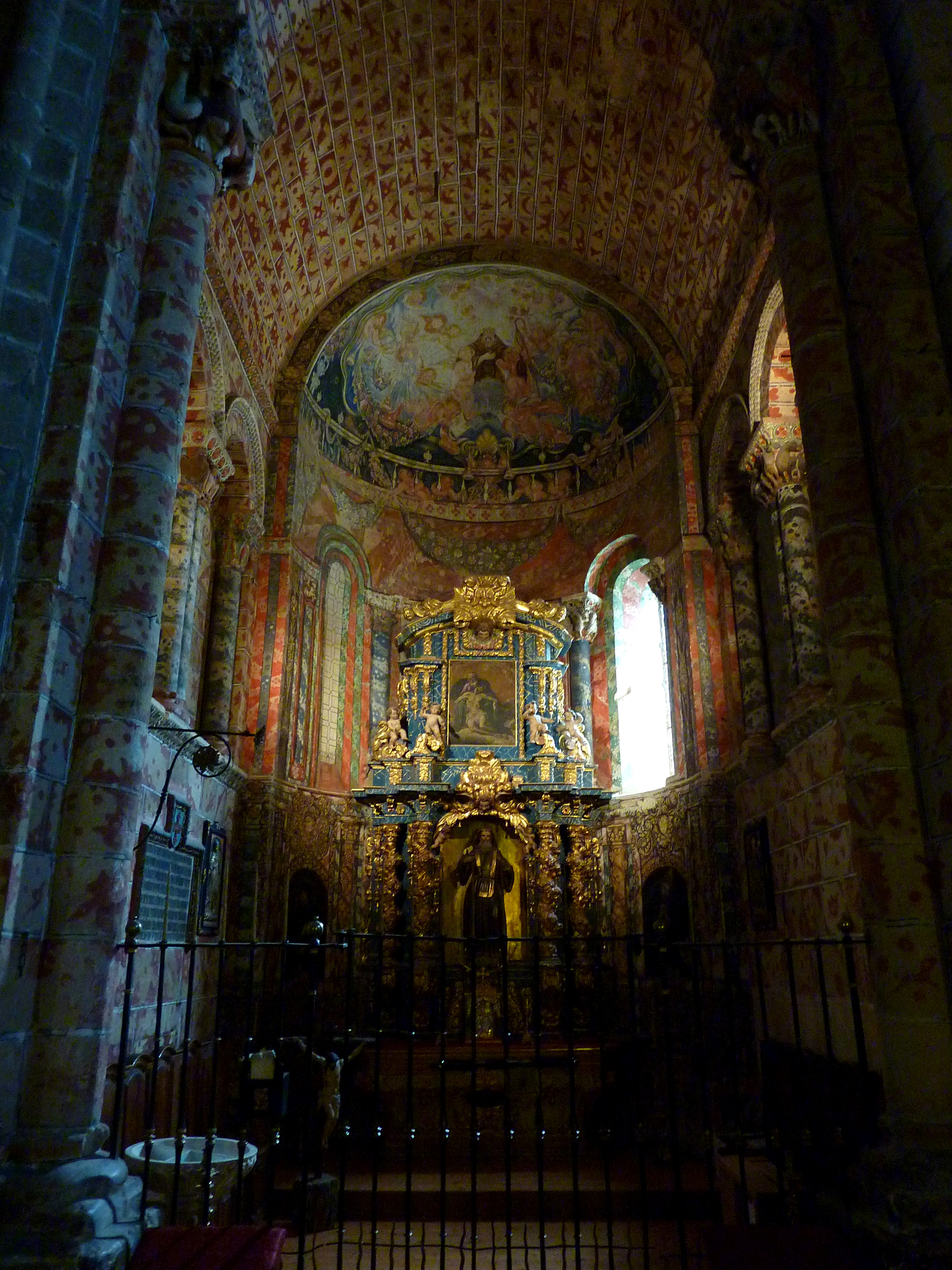
Cappella dell'abside sud costruita con arenisca sangrante.

Il materiale utilizzato per costruzione fu la "piedra caleña", un'arenaria dai toni giallastri e arancio con striature uniformi rossastre per il suo contenuto in ossidi di ferro, proveniente dalla grotta del vicino villaggio di La Colilla. In alcune zone, come l'altare maggiore e l'abside meridionale, venne utilizzata una varietà particolarmente rossastra, chiamata arenisca sangrante ("arenaria sanguinante").
La costruzione dell'edificio viene attribuita all'architetto francese Giral Fruchel, introduttore dello stile gotico in Spagna, e a cui si attribuiscono anche i progetti della Cattedrale di Avila e della chiesa della Magdalena di Zamora. La pianta è a croce latina, con tre navate che terminano con absidi semicircolari e un transetto molto allungato, con torre nolare, atrio, due torri e la cripta. I pilastri sono a croce greca su plinti cilindrici, con semicolonne incorporate. Le navate sono coperte con volte a crociera, che poggiano sulle tribune laterali, con bifore aperte (divise in due parti), mentre le absidi hanno volte a botte. Le parti più antiche sono la testata triabsidale e il transetto. Dopo un'interruzione dei lavori, furono ripresi alla metà del XII secolo, realizzando la facciata occidentale, con il suo portale con grandi archivolti decorato con figure di Cristo e dei suoi apostoli. La cripta è divisa in tre cappelle, poste sotto ciascuna delle absidi. 

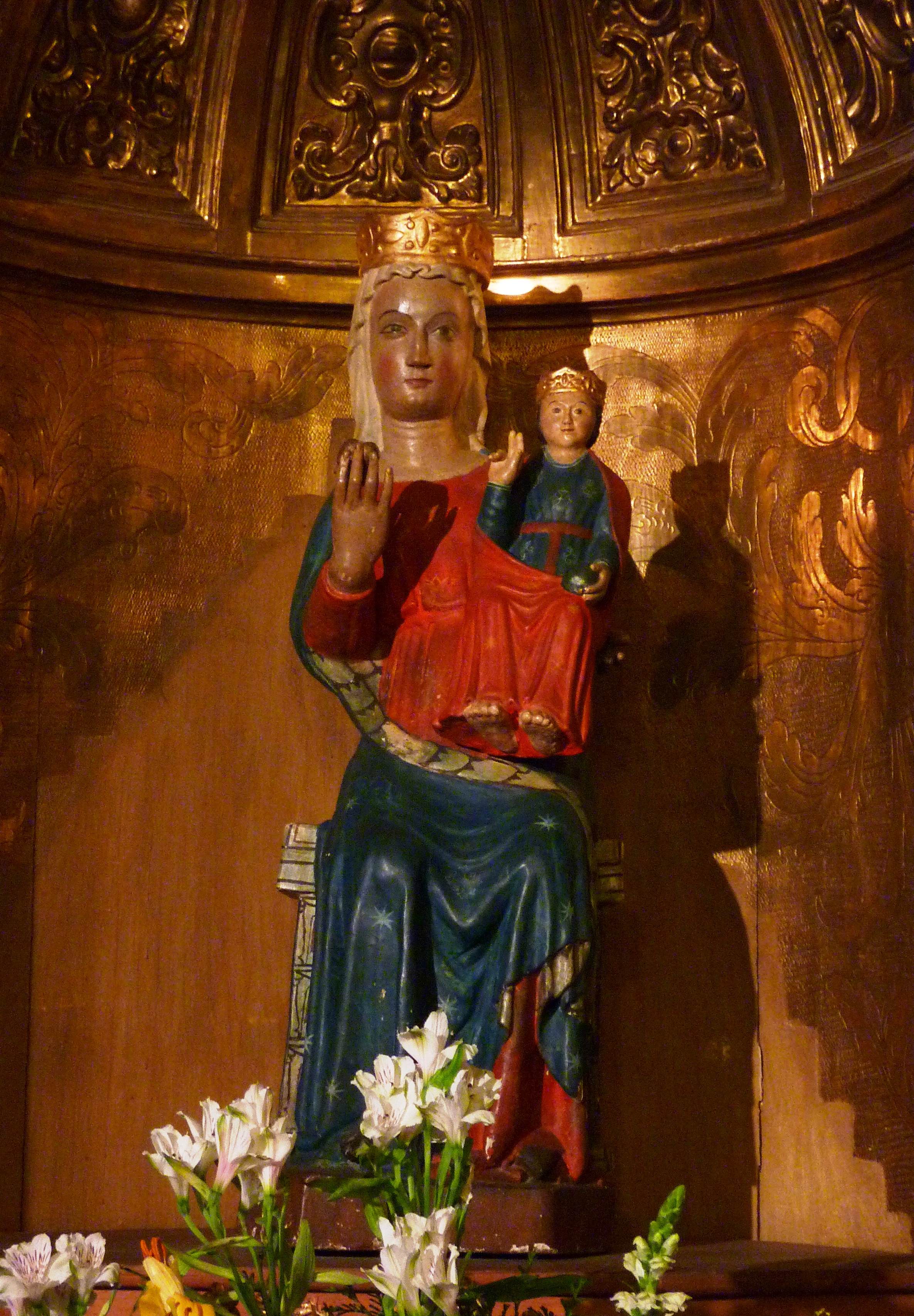
Immagine romanica della Vergine della Soterraña.

Nella navata centrale si trova l'immagine romanica della Vergine della Soterraña, patrona della città insieme a Santa Teresa. Il corpo di questa immagine è stato nascosto per secoli dall'abbigliamento, secondo come dovevano vestire le vergini, finché un restauro negli anni 1980 ha restituito all'intaglio il suo antico splendore. Il portale occidentale è il più importante del tempio, con una ricca decorazione. Presenta cinque archivolti sui quali è posta una gronda con figure di uomini e donne in strani atteggiamenti. Il timpano è diviso in due parti, con rappresentazioni di scene della vita di Lazzaro. La colonnina è occupata dalla figura di Cristo, in piedi con ai lati dieci apostoli, disposti a coppie in atteggiamento di conversazione, tranne quelli sugli stipiti interni, che guardano verso la colonnina. Questo portale è paragonato al Portico de la Gloria per le sue numerose somiglianze. Notevole anche il portale meridionale. Sul lato sinistro presenta la scena dell'Annunciazione, con le figure della Vergine Maria e dell'Arcangelo Gabriele, contemplate dall'altra parte da un re accompagnato da una figura femminile e una maschile. I sette archivolti sono alternativamente floreali e non decorati, creando un effetto elegante. Il portale nord, invece, è molto più semplice, essendo solo ad uso ausiliario, e si compone di quattro archivolti di cui solo quello interno è decorato con motivi floreali.

Interior de la iglesia
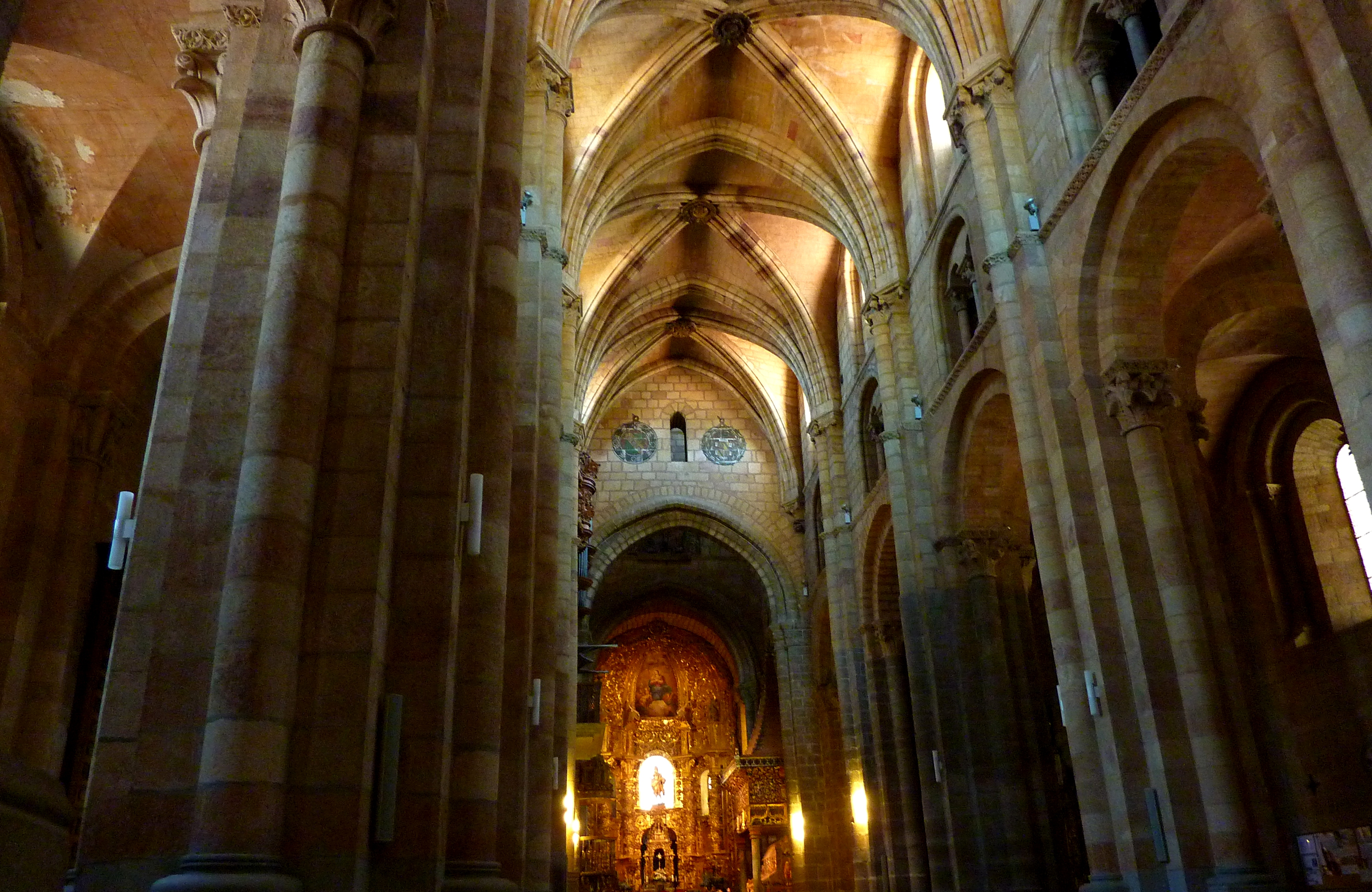
Veduta delle navate
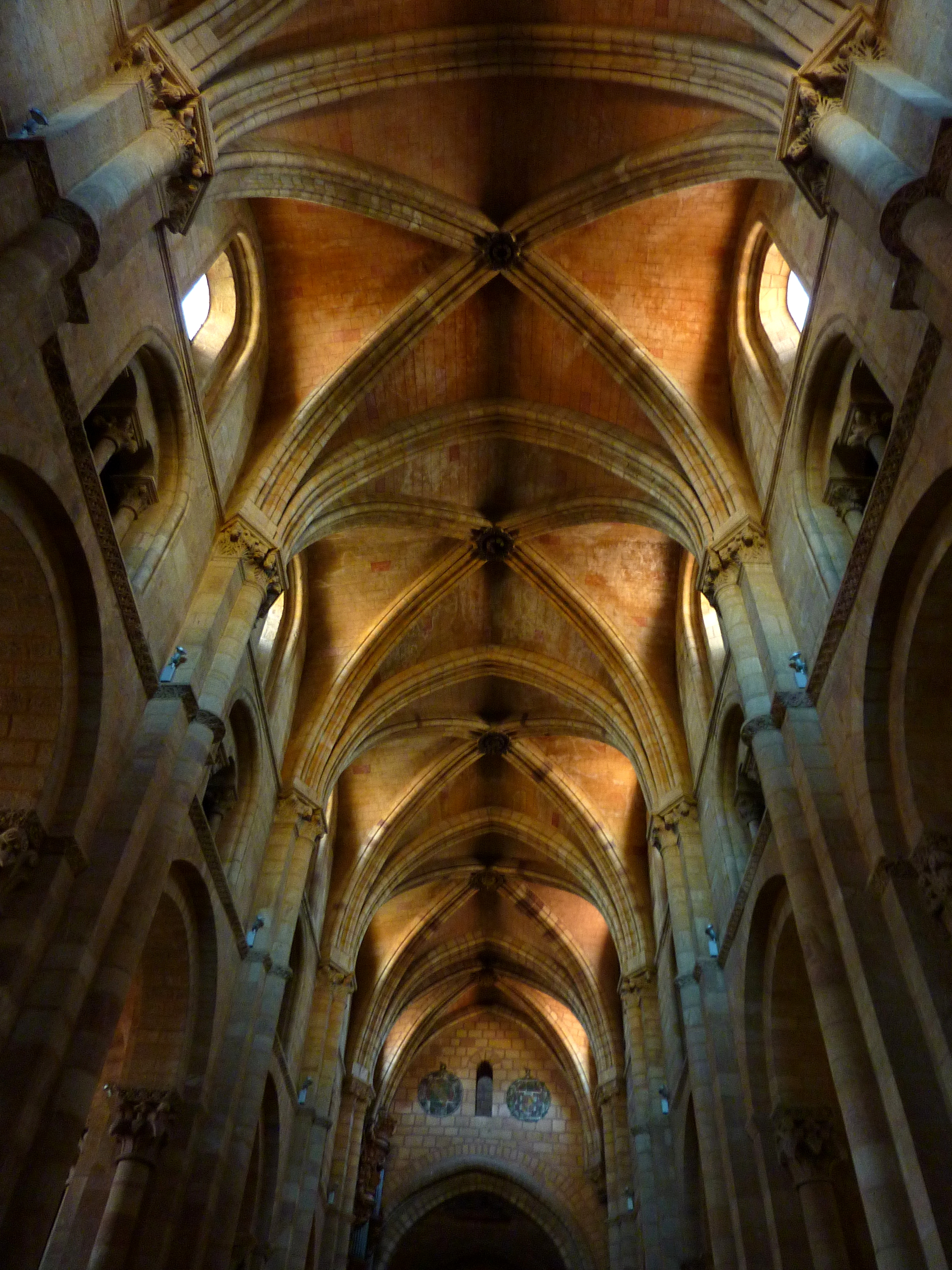
Volta della navata centrale
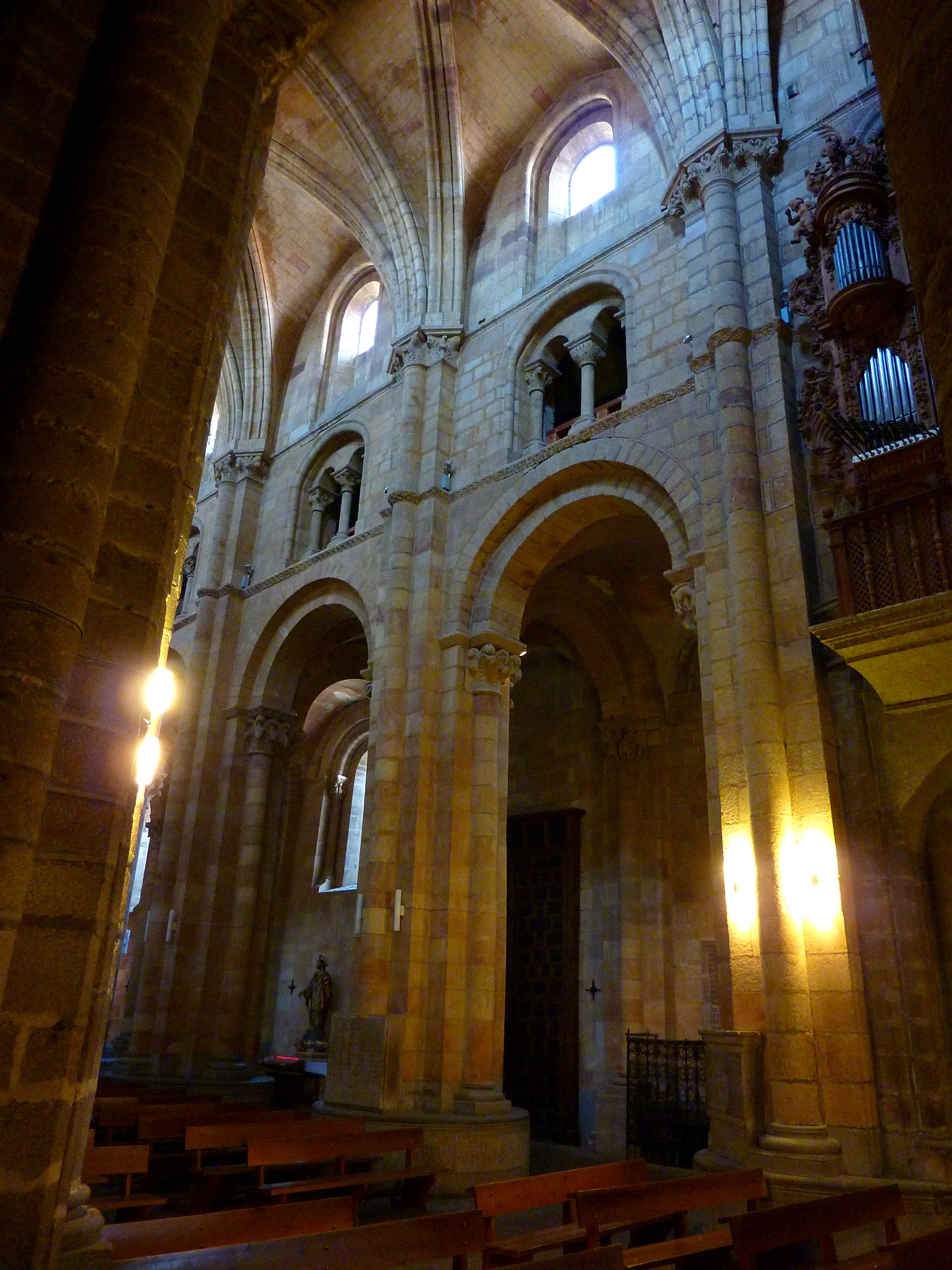
Particolare della navata centrale
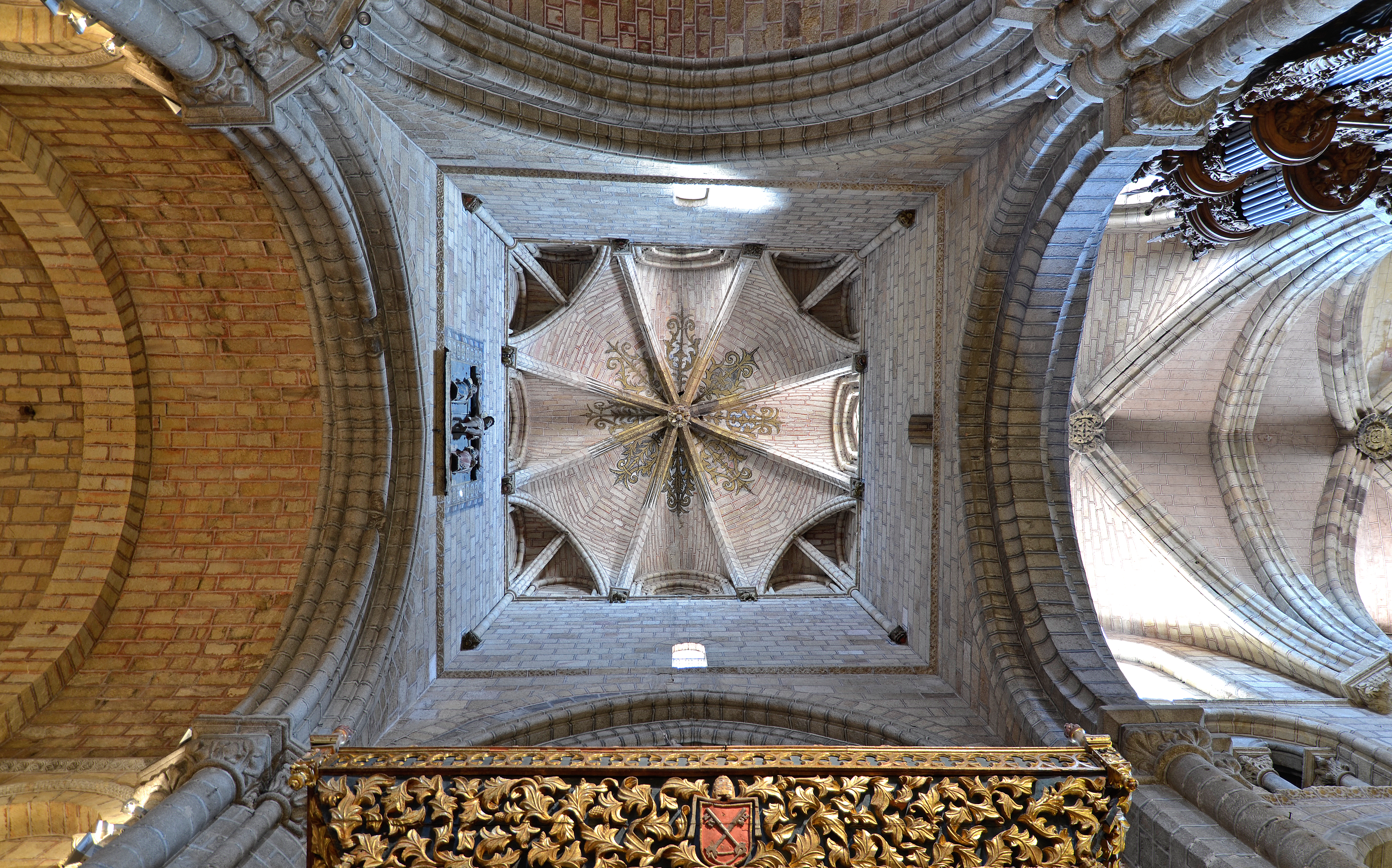
Interno della torre nolare

L'altare maggiore non è quello originale, bensì uno barocco di legno dorato con colonne tortili, con la figura di San Vicente nel centro e quelle delle sue sorelle ai lati. La griglia è considerata la più eccezionale di Avila nel suo stile. Attualmente si trova accanto alla discesa verso la cripta. Sul lato sud del transetto si trova la tomba, in stile rinascimentale, di San Pedro del Barco. Da segnalare anche l'organo barocco.

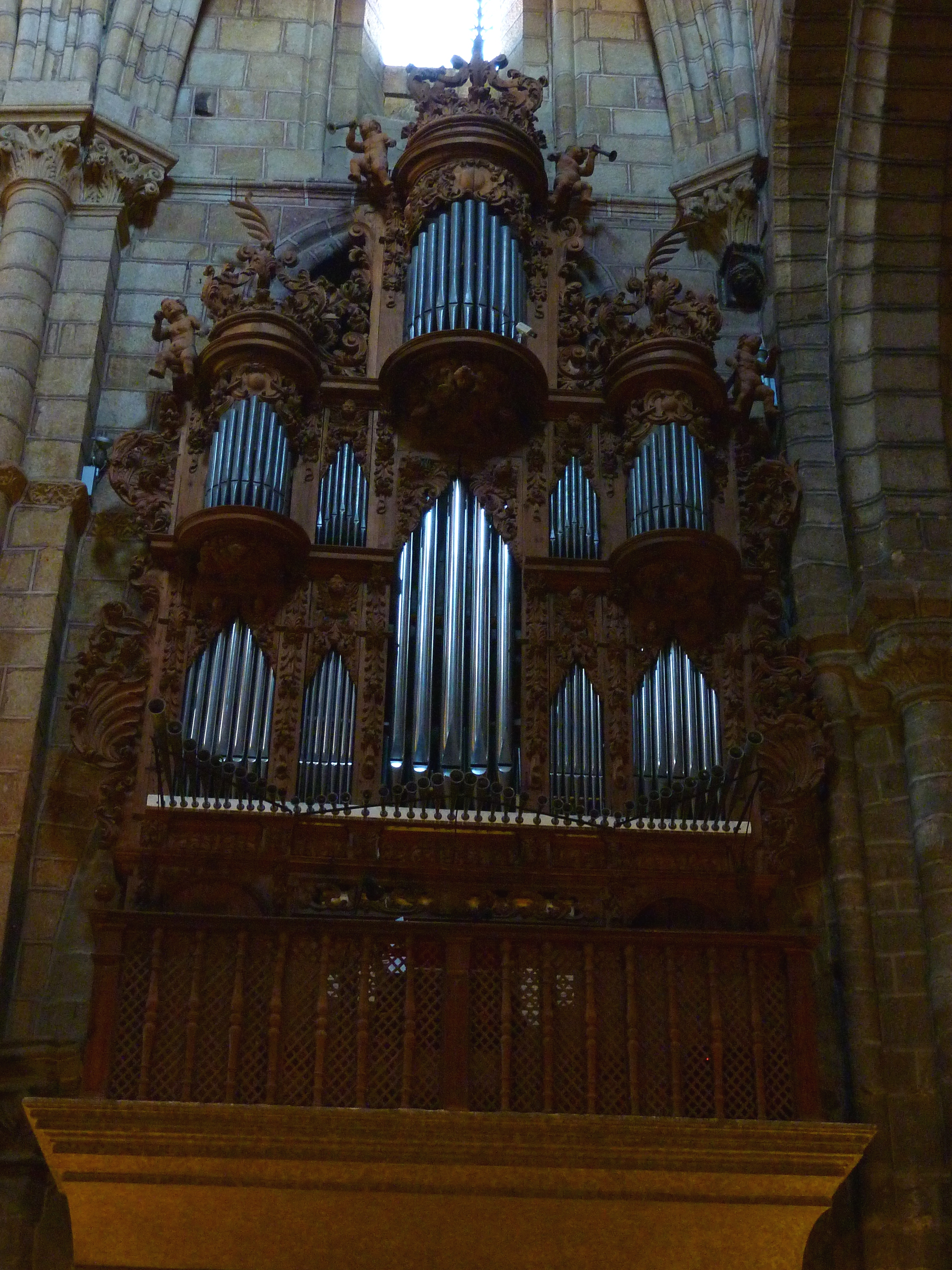
Organo
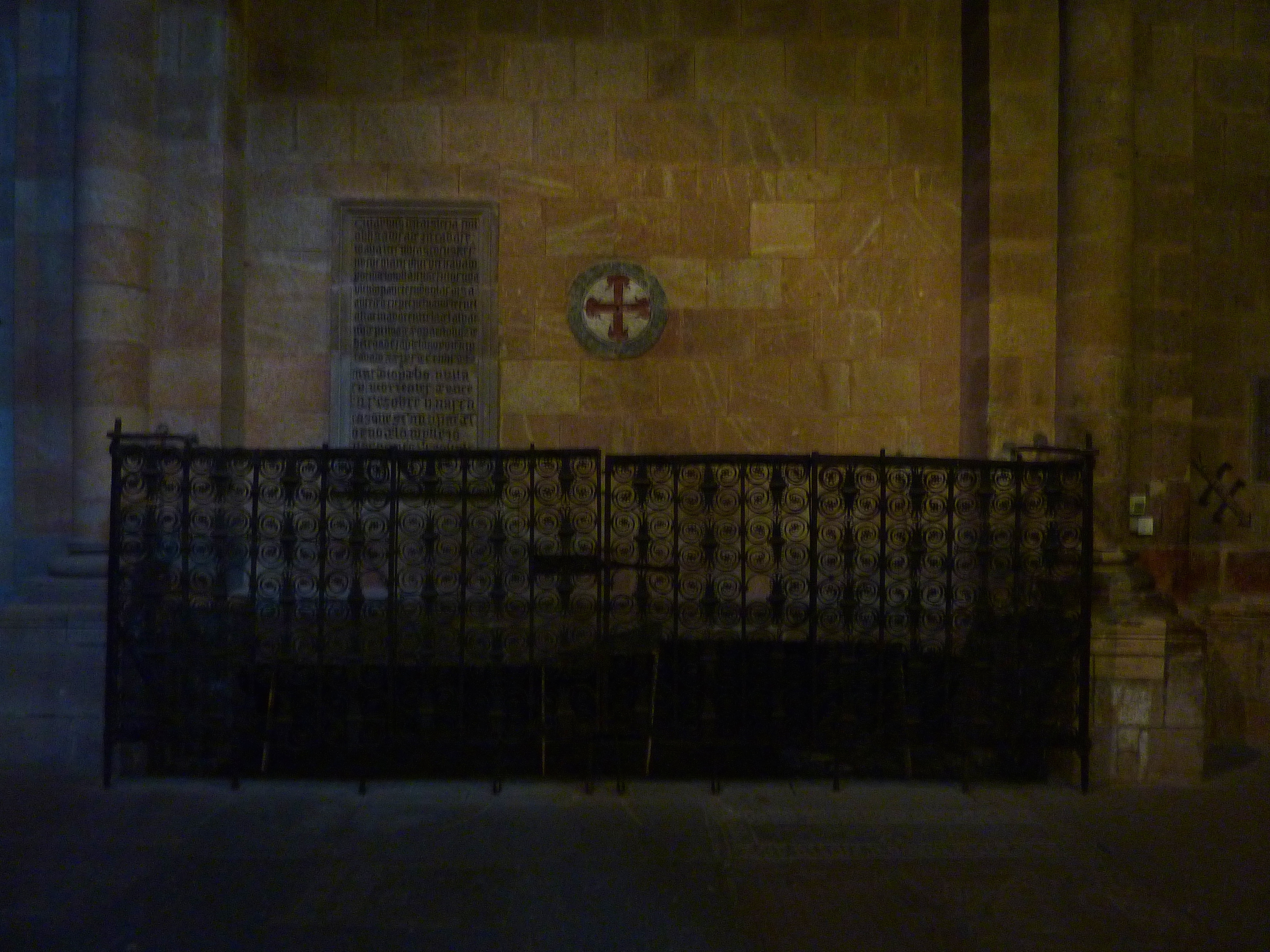
Inferriata
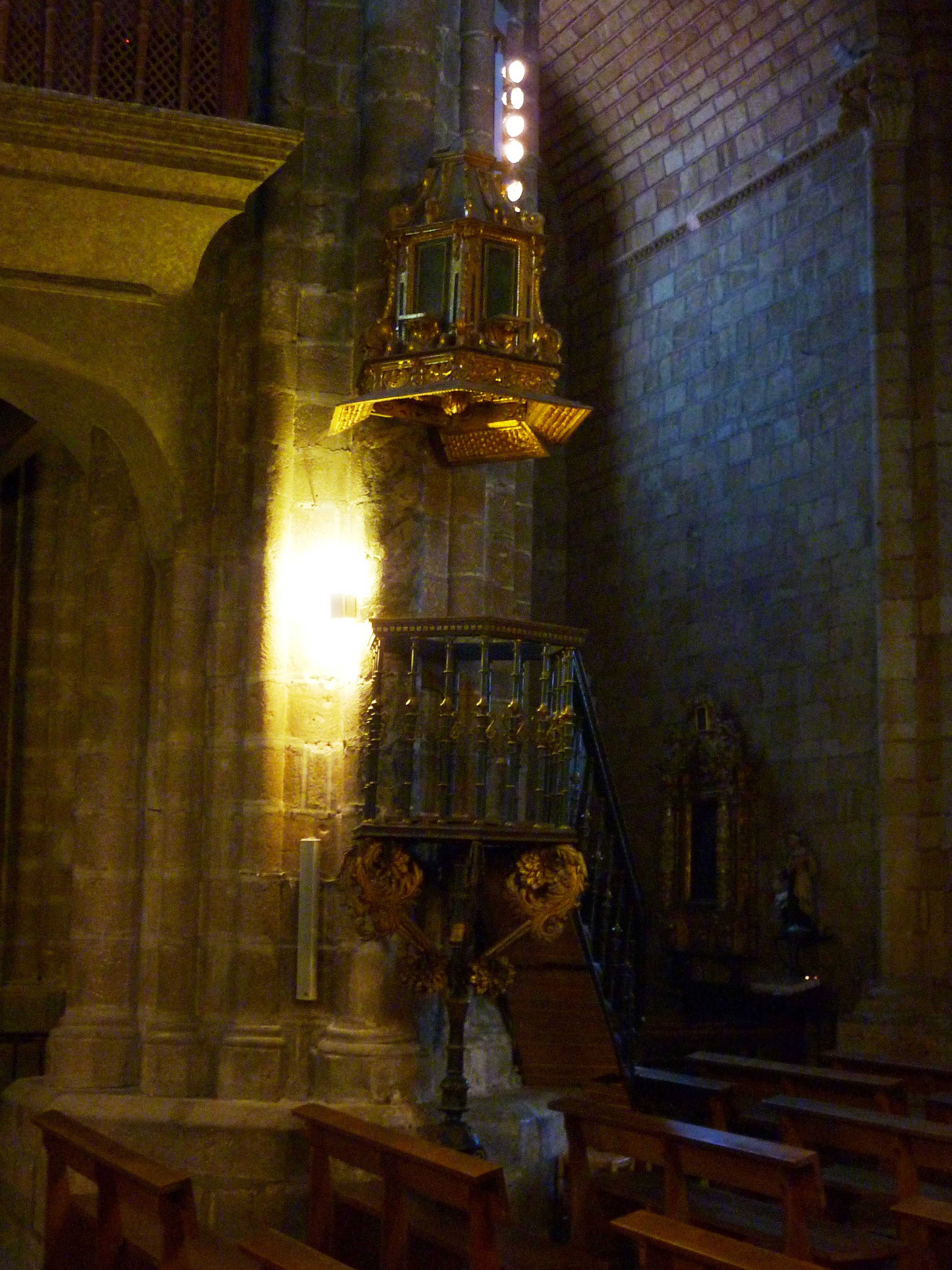
Pulpito
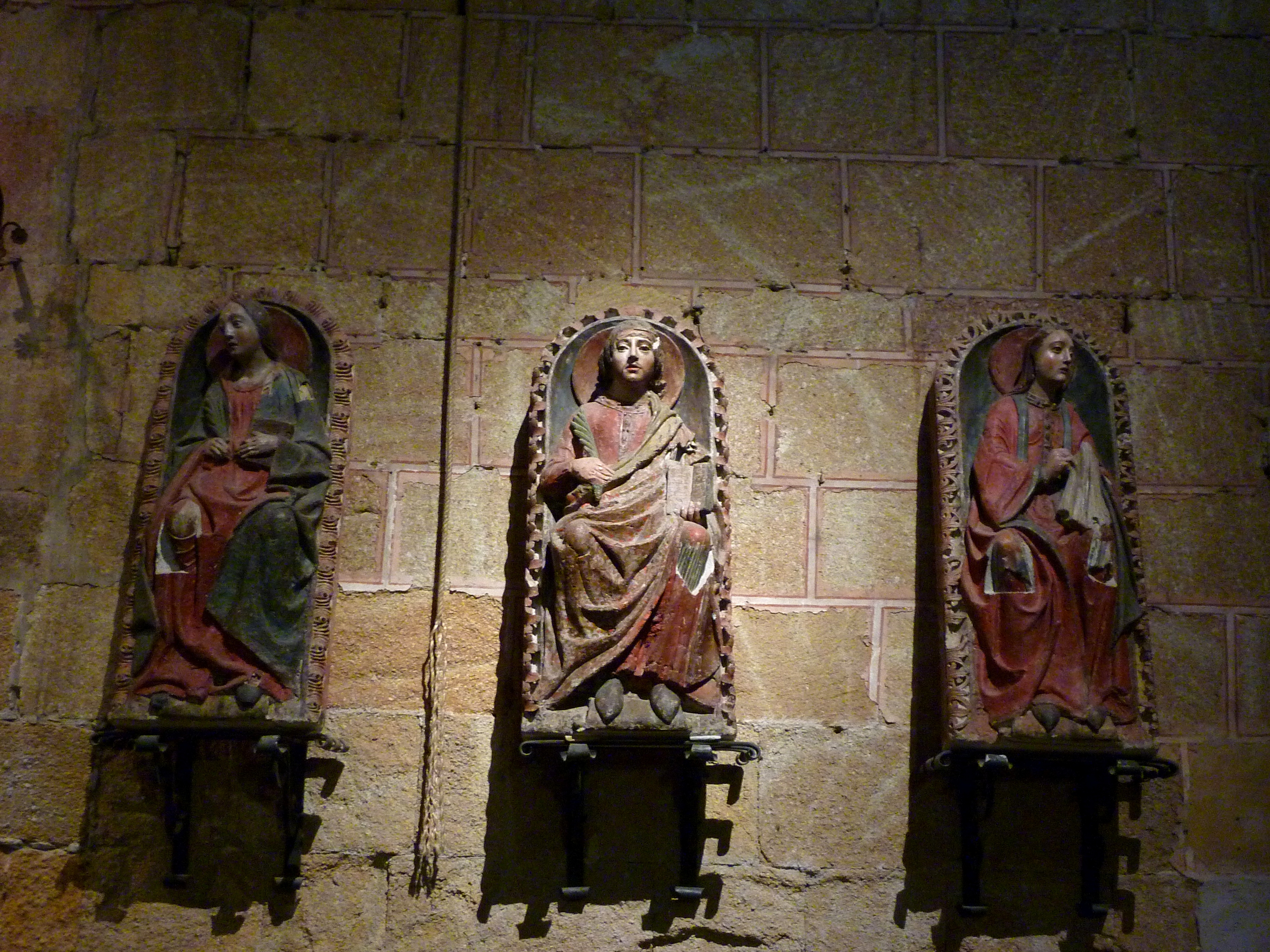
Sculture dei Santi Fratelli Martiri

### Cenotafio dei Santi Fratelli Martiri

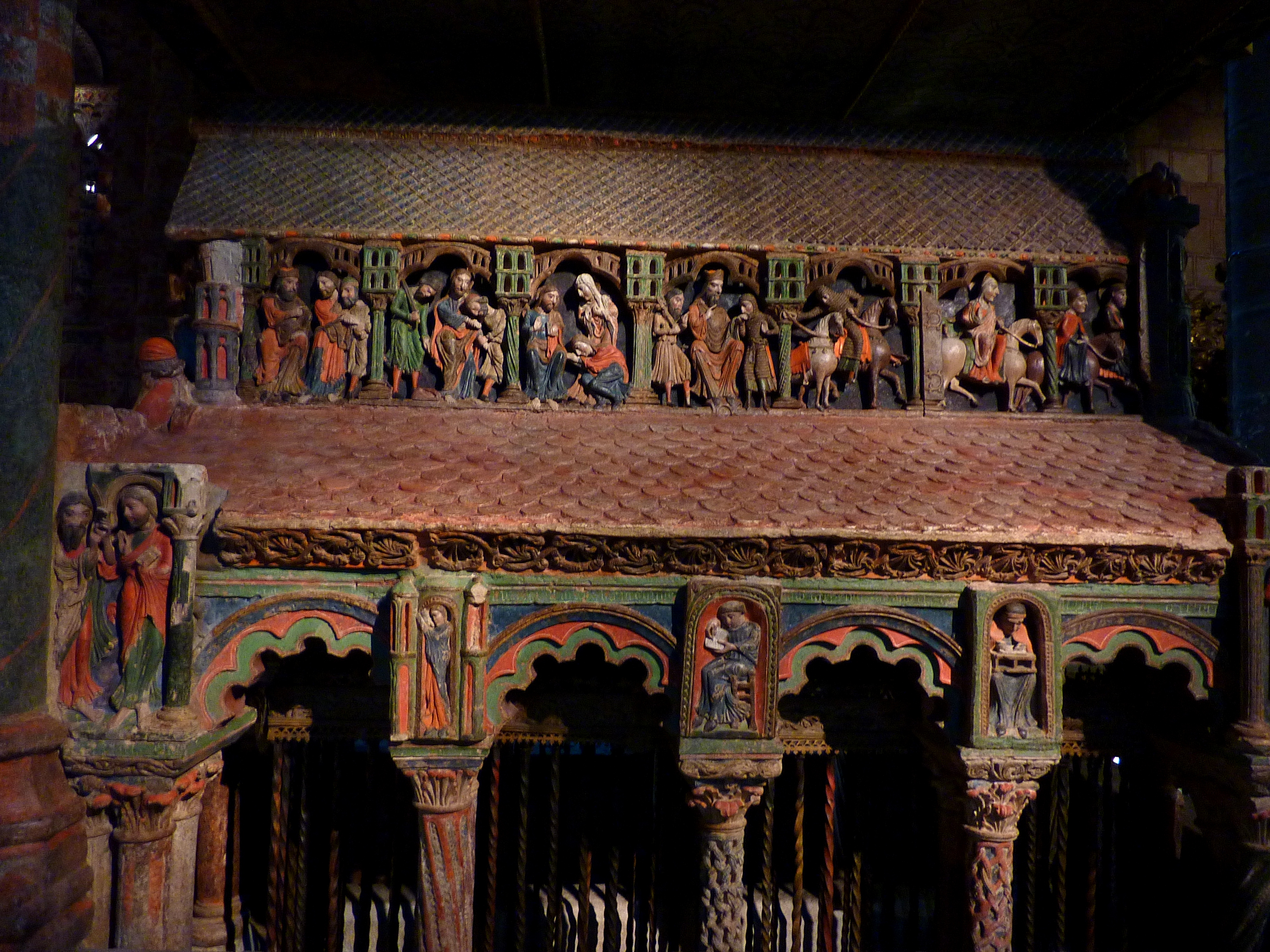
Veduta laterale del cenotafio.

L'elemento più importante dell'interno della basilica è senza dubbio il cenotafio (non contiene i resti, che come già detto si trovano in alcune urne poste nell'altare maggiore, bensì è un monumento funerario commemorativo) dei santi intestatari, Vicente, Sabina e Cristeta. Di pietra policroma, è una delle opere più salienti della scultura romanica in Spagna, trovandosi oltretutto in un magnifico stato di conservazione. Ha forma di arca con tetto tripartito, con decorazione a squame. I rilievi raccolgono scene della storia dei Magi e del martirio dei santi patroni. Nella testata anteriore vi è un Cristo Pantocratore, con ai piedi un toro e un leone, simboli rispettivamente degli evangelisti San Luca e San Marco. Sotto il Pantocratore è la "Rosa Juradera", in cui durante le prove la persona richiesta sosteneva la mano (San Vicente era una delle tre chiese giurate che erano nella Corona di Castiglia, insieme a San Isidoro de León e la chiesa di Santa Gadea di Burgos, sebbene questa pratica fosse stata vietata nel 1505).

Cenotafio de los Santos Hermanos Mártires
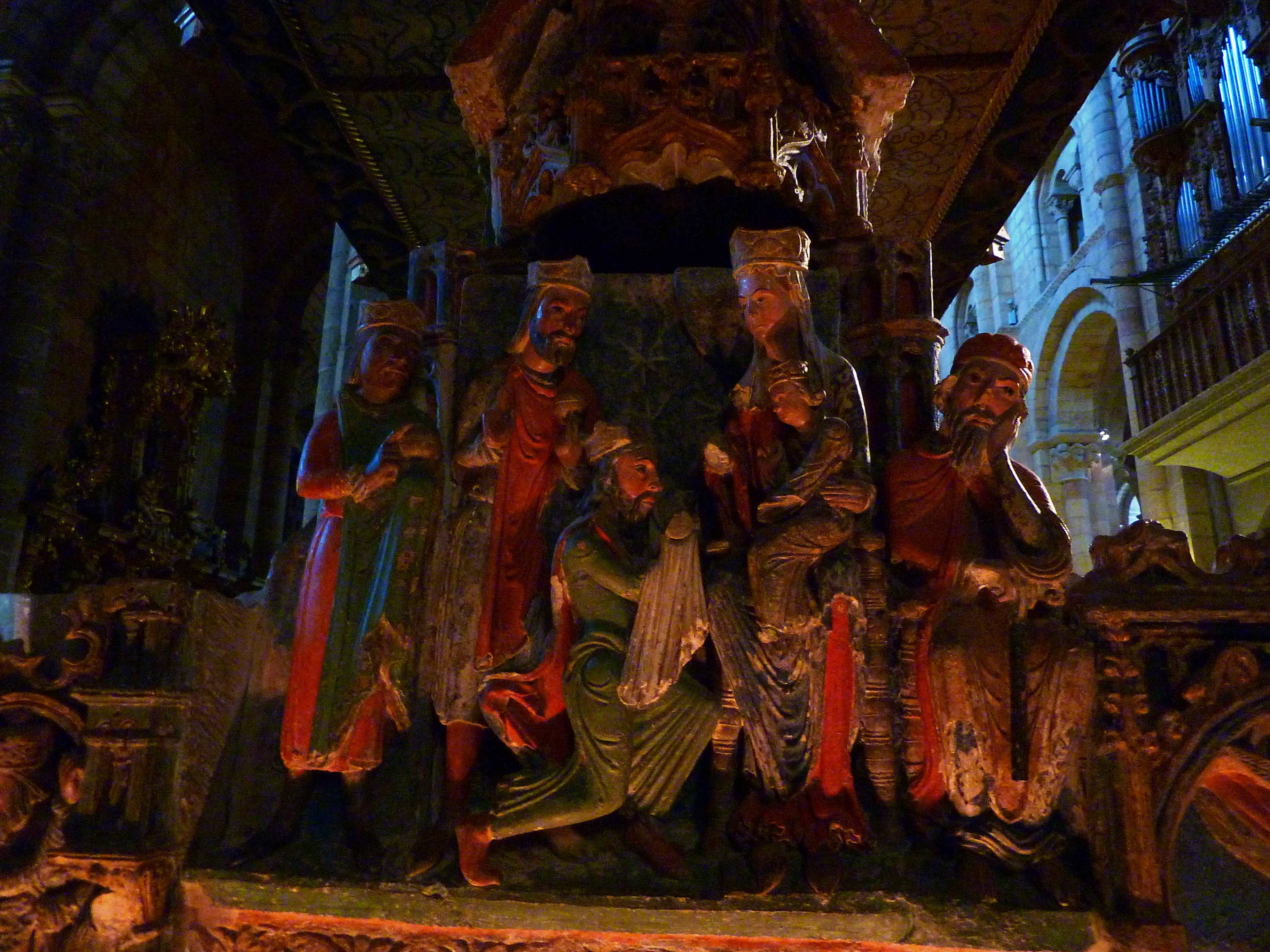
Scena dell'adorazione dei Re Magi del cenotafio dei Santi Fratelli
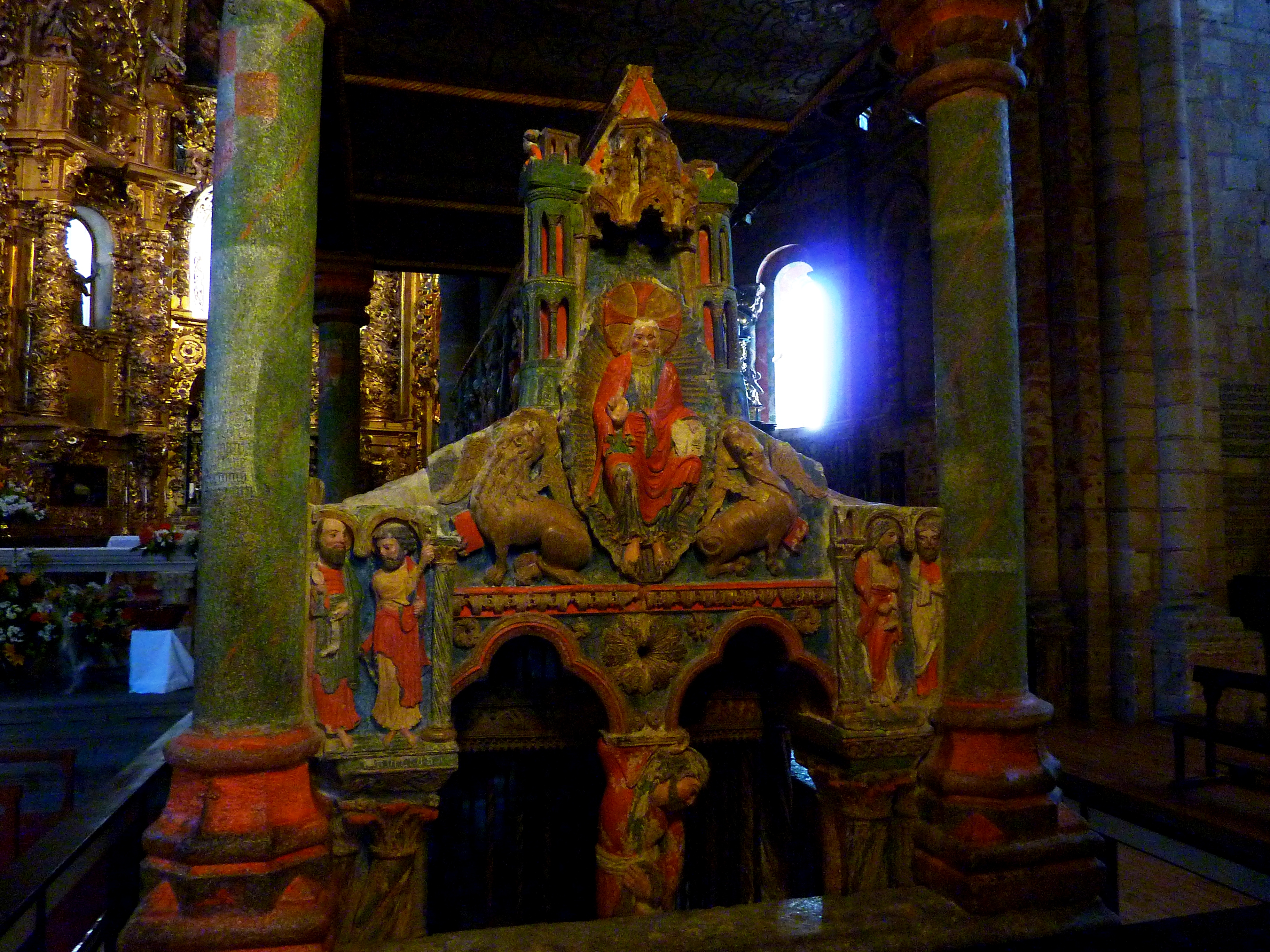
Piedi del cenotafio dove si può apprezzare la Rosa Juradera sotto il Pantocratore
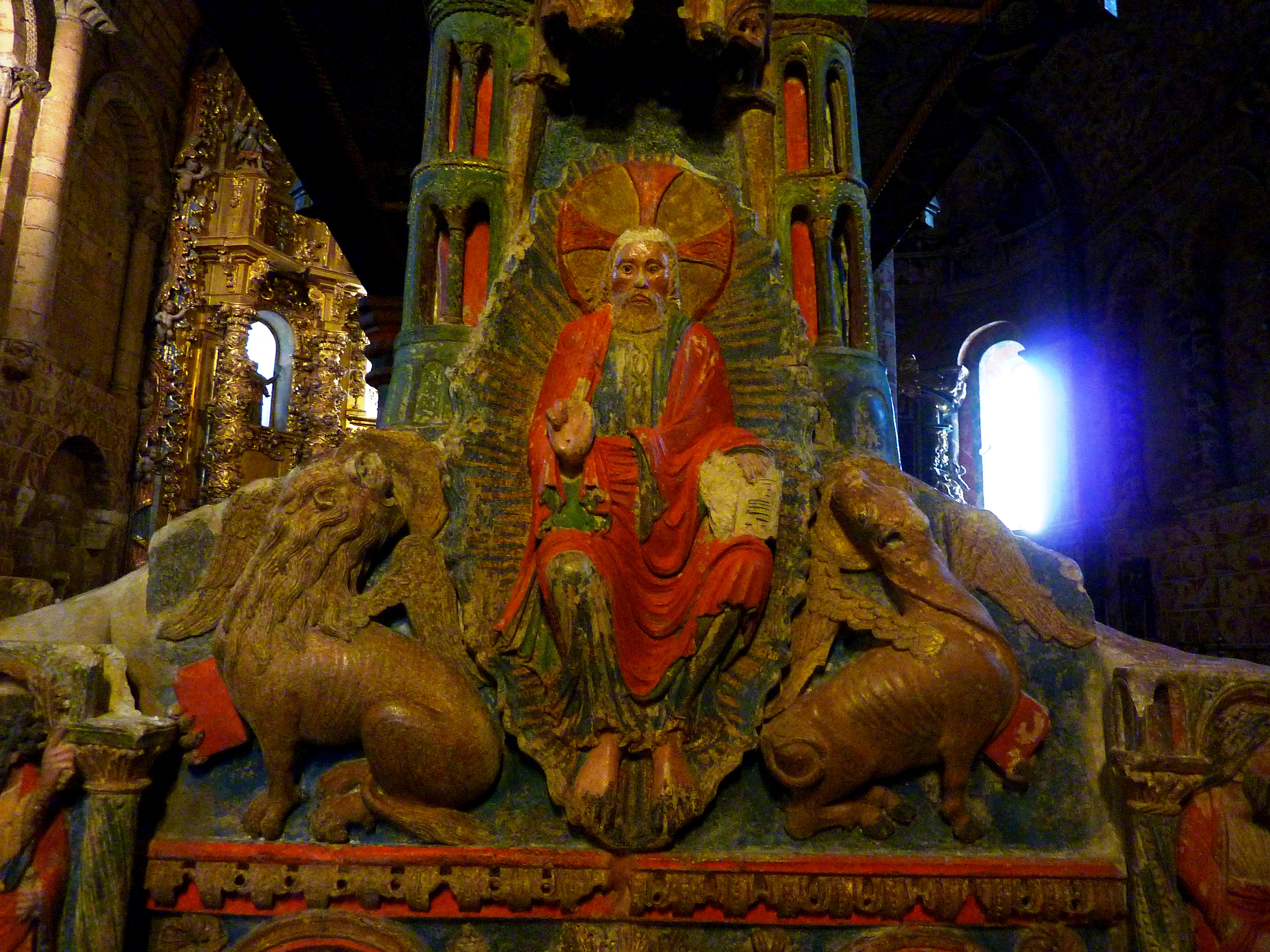
Dettaglio
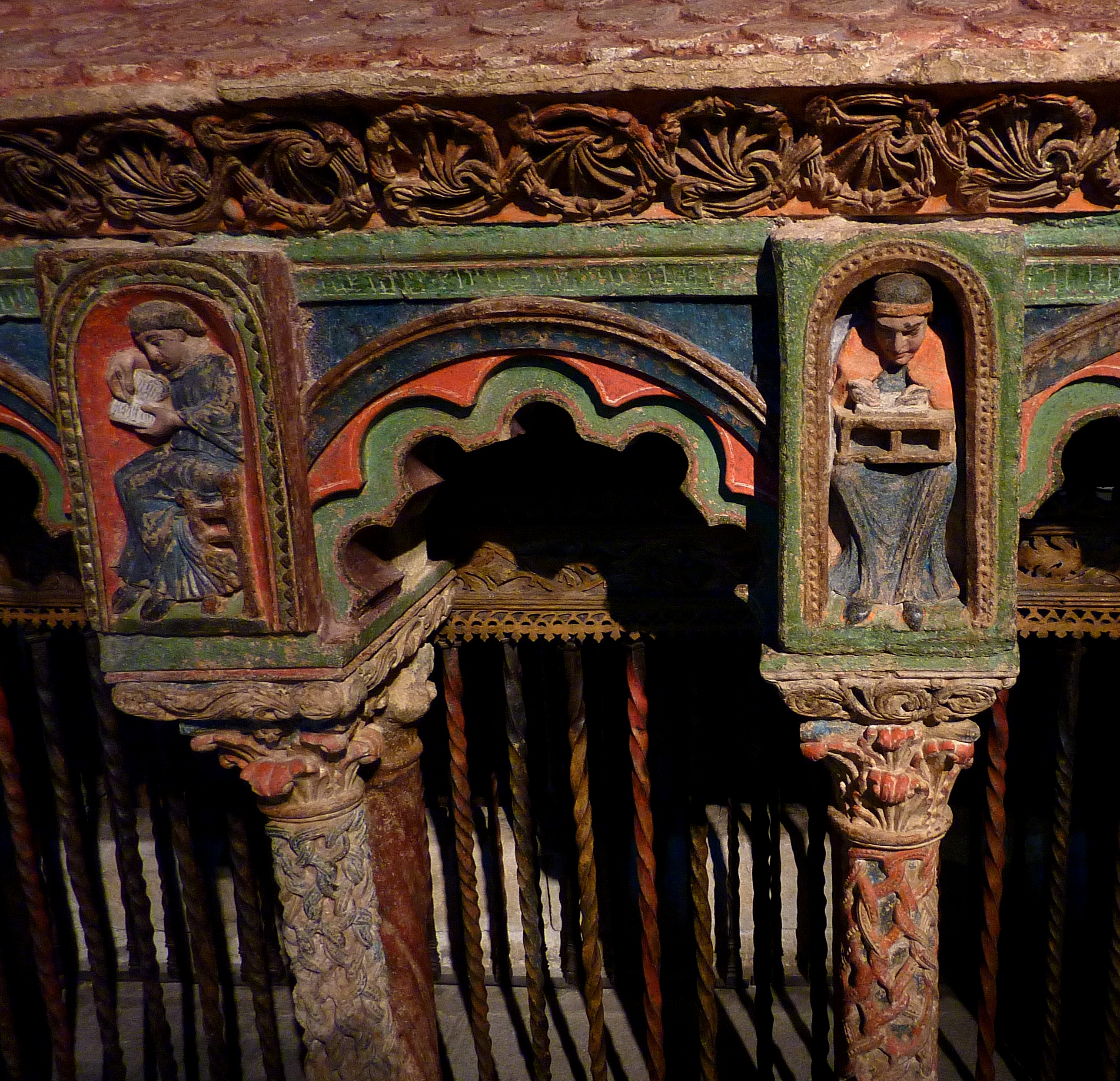
Dettaglio del laterale

## Galleria d'immagini

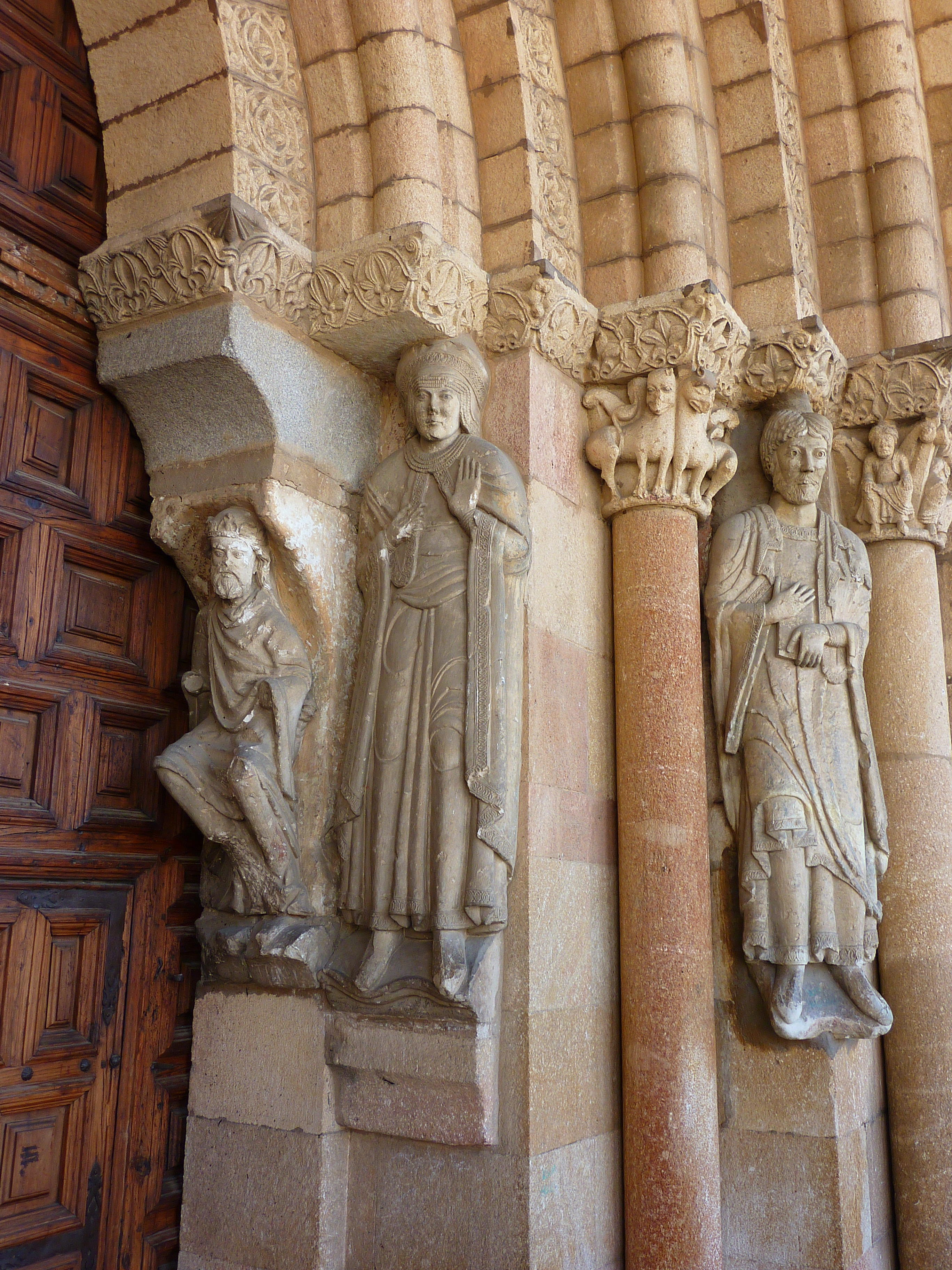
Dettaglio del portale sud
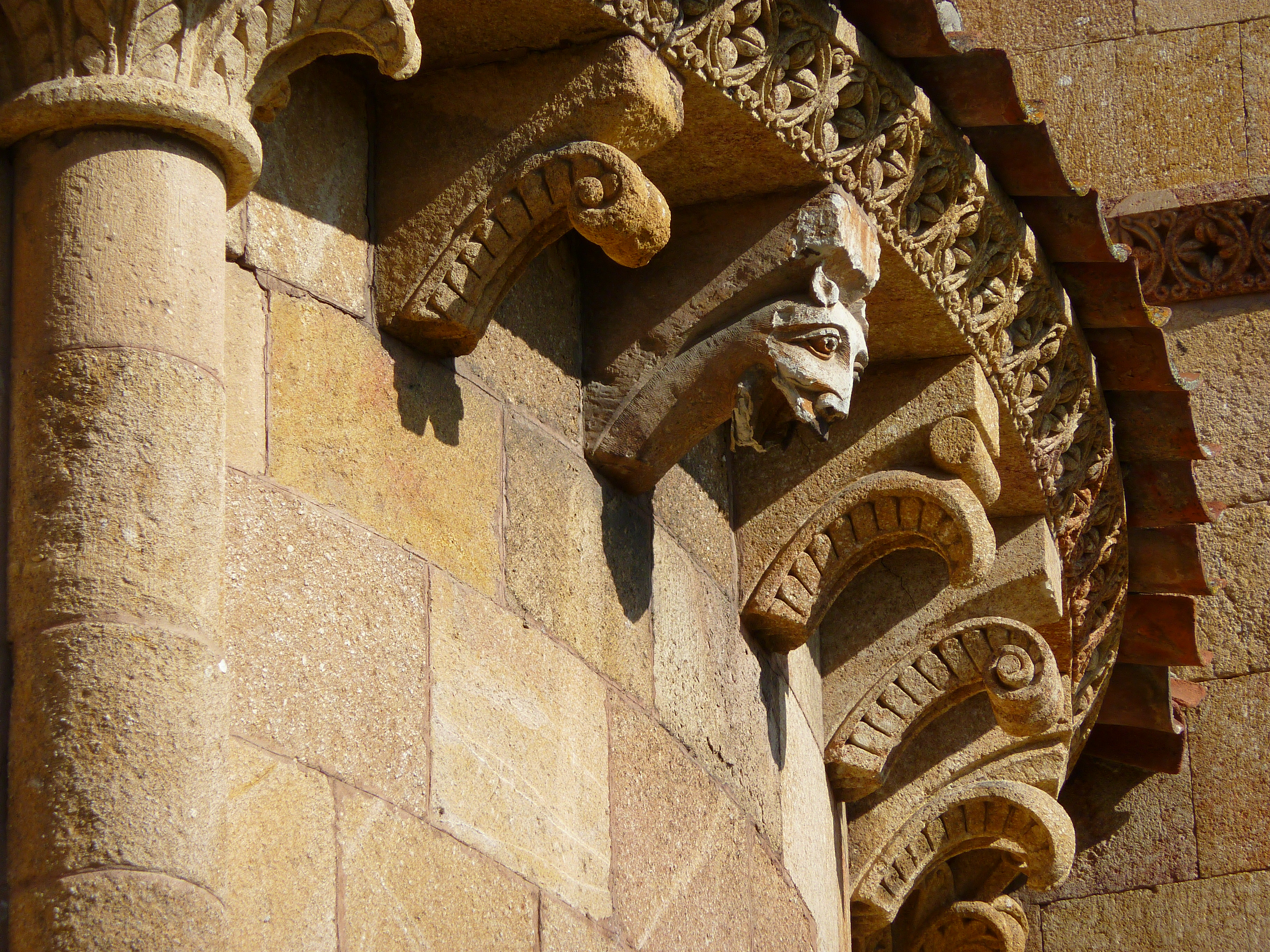
Dettaglio della cornice di una delle absidi
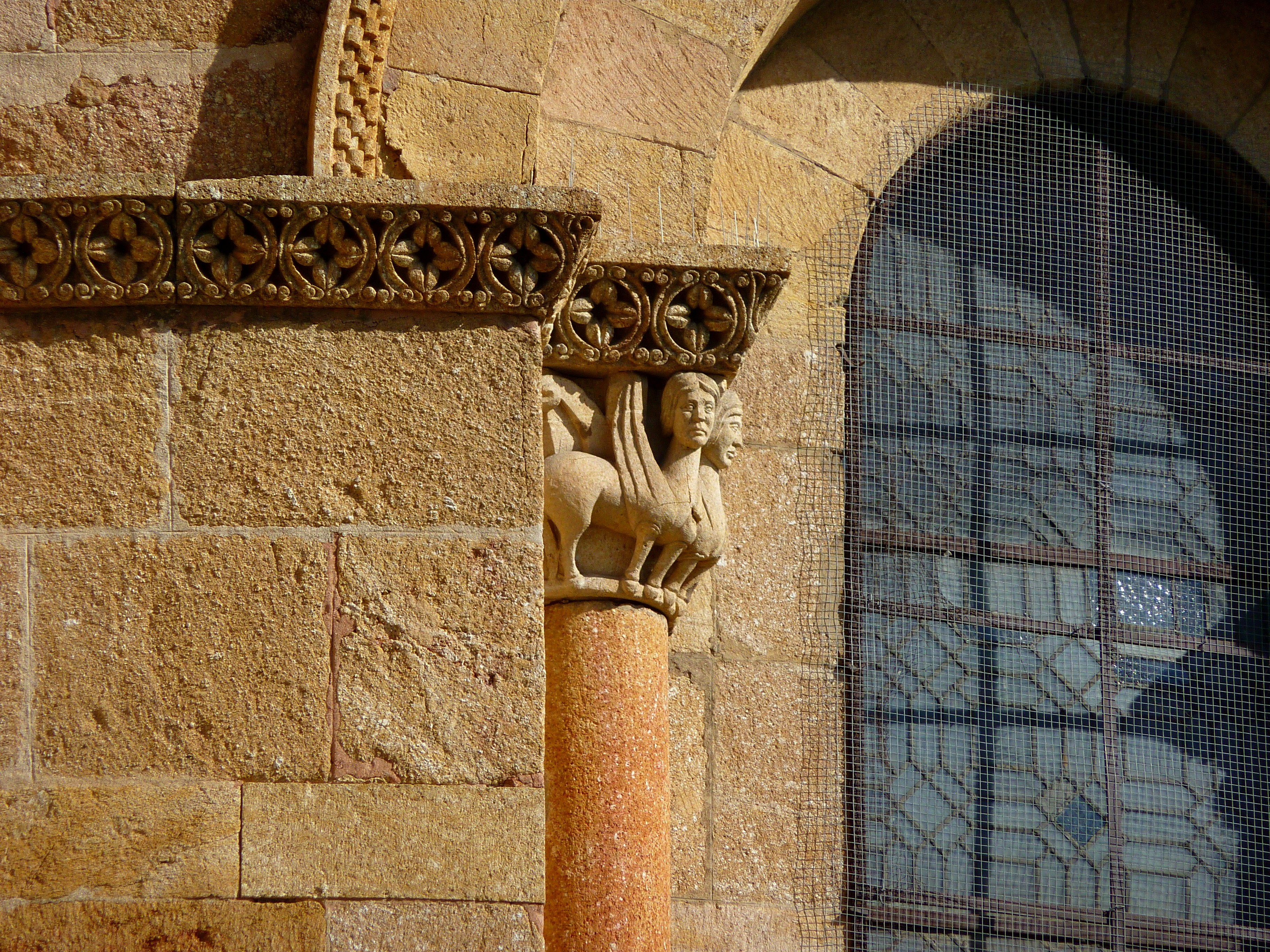
Capitello dell'abside sud
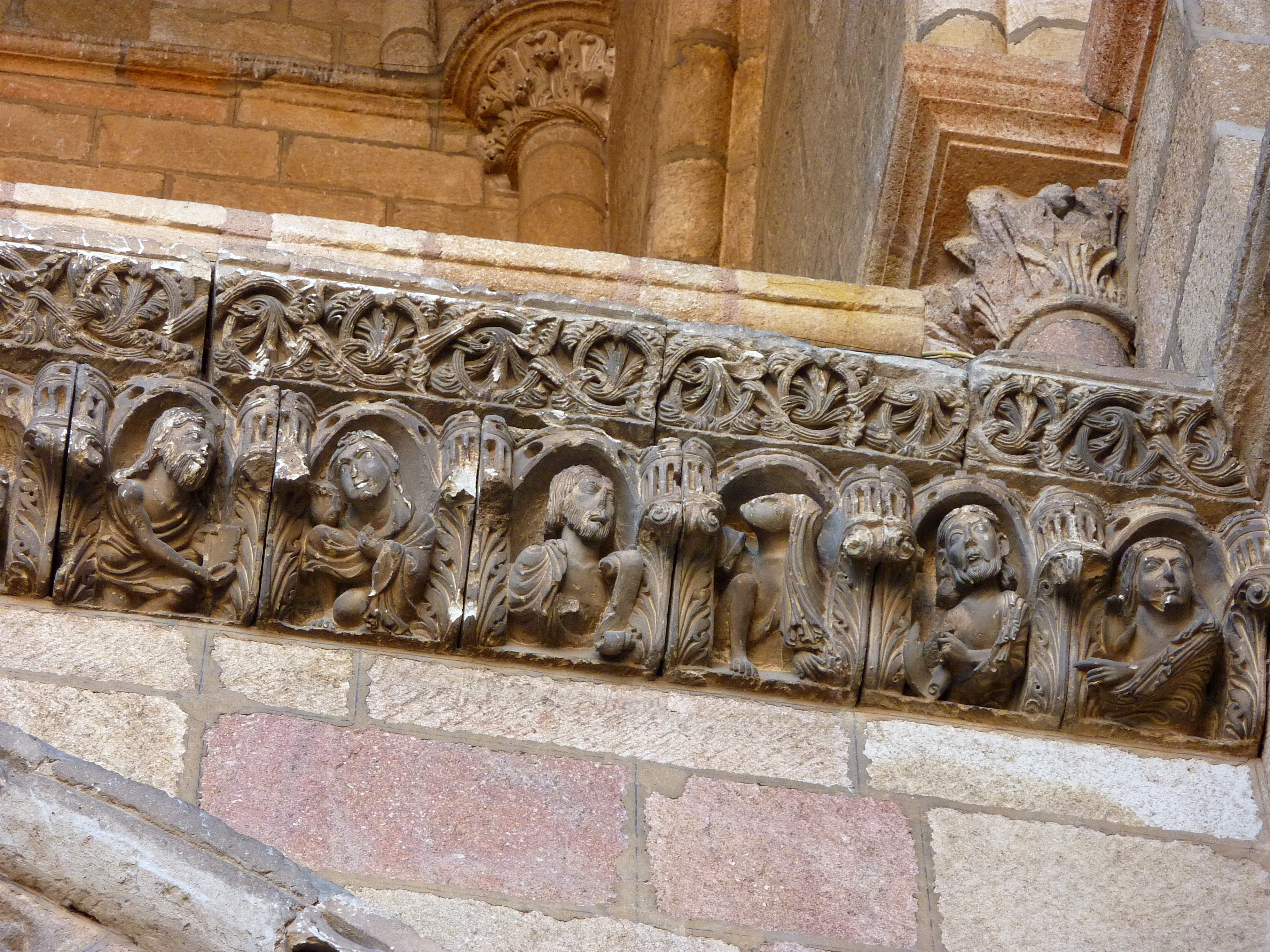
Gronda del portale occidentale
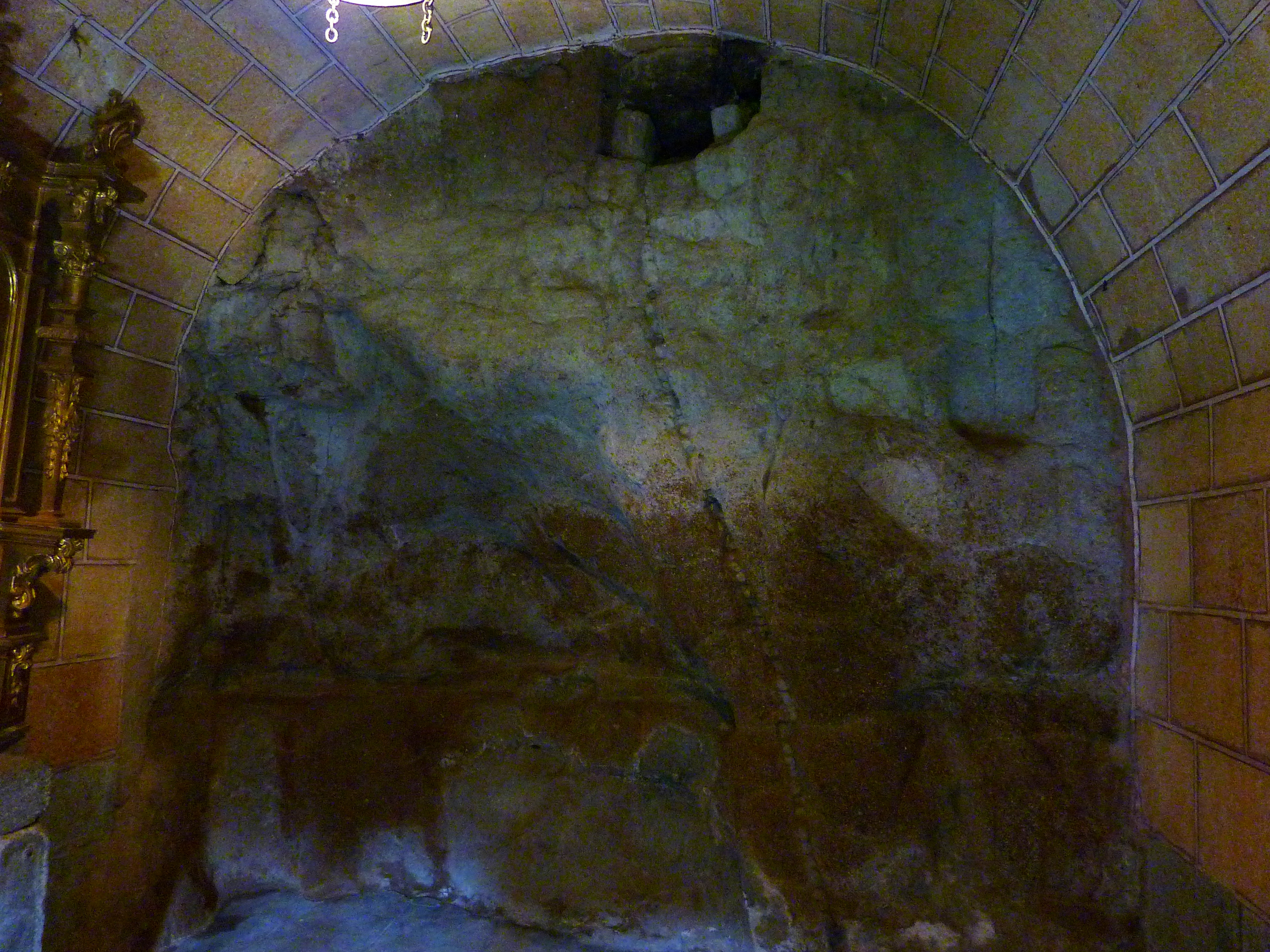
Roccia nella cripta sulla quale sarebbero stati posti inizialmente i corpi dei Santi Fratelli Martiri